# Imperium Osmańskie
Imperium Osmańskie (osm. دولت عليه عثمانيه, trans. Devlet-i ʿAlīye-i ʿOsmānīye, tur. Osmanlı İmparatorluğu lub Osmanlı Devleti) – państwo rządzone przez dynastię Osmanów, istniejące od końca XIII wieku do roku 1922, u szczytu potęgi w XVI–XVIII wieku obejmujące większość Bliskiego Wschodu, Afryki Północnej i południowo-wschodniej Europy.
Zostało założone pod koniec XIII wieku w północno-zachodniej Anatolii w miejscowości Söğüt (dzisiejsza prowincja Bilecik) przez Turkmena Osmana I. Po 1354 roku Turcy wkroczyli do Europy, a wraz z podbojem Bałkanów bejlik osmański został przekształcony w imperium transkontynentalne. Osmanie zakończyli okres Cesarstwa Bizantyńskiego wraz z podbojem Konstantynopola w 1453 roku przez Mehmeda Zdobywcę.
Pod panowaniem Sulejmana Wspaniałego Imperium Osmańskie osiągnęło szczyt swojej potęgi i dobrobytu, a także najwyższy stopień rozwoju struktur rządowych, społecznych i gospodarczych. Na początku XVII wieku imperium obejmowało 32 prowincje i liczne kraje wasalne. Niektóre z nich zostały później oficjalnie wchłonięte przez Imperium Osmańskie, podczas gdy innym na przestrzeni wieków przyznano różne rodzaje autonomii. Z Konstantynopolem (dzisiejszy Stambuł) jako stolicą i kontrolą ziem wokół wschodniej części basenu Morza Śródziemnego Imperium Osmańskie znajdowało się w centrum interakcji pomiędzy Bliskim Wschodem a Europą przez sześć wieków.
Chociaż wcześniej uważano, że imperium weszło w okres schyłkowy po śmierci Sulejmana Wspaniałego, pogląd ten nie jest już popierany przez większość historyków. Nowszy konsensus akademicki zakłada, że imperium nadal utrzymywało elastyczną i silną gospodarkę, społeczeństwo oraz wojsko przez cały XVII i przez większą część XVIII wieku. Jednak podczas długiego okresu pokoju od 1740 do 1768 osmański system militarny pozostał w tyle za europejskimi rywalami, imperium habsburskim i rosyjskim. W konsekwencji Turcy ponieśli poważne klęski militarne pod koniec XVIII i na początku XIX wieku. Udana grecka wojna o niepodległość zakończyła się dekolonizacją Grecji po protokole londyńskim (1830) i traktacie konstantynopolitańskim (1832). Ta i inne porażki skłoniły państwo osmańskie do zainicjowania wszechstronnego procesu reform i modernizacji znanego jako Tanzimat. W ten sposób w ciągu XIX wieku państwo osmańskie stało się znacznie sprawniejsze i lepiej zorganizowane wewnętrznie, pomimo dalszych strat terytorialnych, zwłaszcza na Bałkanach, gdzie powstało wiele niepodległych państw.
W 1908 roku młodoturcy, czyli bojowe ugrupowanie nacjonalistów, w wyniku rewolucji doszło do władzy, którą utrzymało do 1918 r. Włochy wykorzystały kryzys imperium, aby zająć Libię i Trypolitanię w latach 1911–1912. Kraje bałkańskie usunęły Osmanów z Albanii i Macedonii w 1912–13 r. W 1914 r. imperium przystąpiło do I wojny światowej po stronie Państw Centralnych. Klęska imperium w Wielkiej Wojnie oraz okupacja części jego terytorium przez państwa Ententy spowodowały jego rozbiory i utratę terytoriów Bliskiego Wschodu, które zostały podzielone między Wielką Brytanię i Francję (patrz: umowa Sykes-Picot). Natomiast udana wojna o niepodległość, prowadzona przez Mustafę Kemala Atatürka przeciwko okupacyjnym siłom alianckim, doprowadziła do powstania Republiki Turcji we współczesnych granicach, obejmujących głównie Azję Mniejszą, i zniesienia monarchii osmańskiej w 1922 roku.

## Nazwa
Nazwa „Imperium Osmańskie” jest pochodzenia europejskiego i nigdy nie była używana przez samych Osmanów, którzy w stosunku do swojego państwa używali takich określeń jak „Devlet-i Âliye” („Wysokie Państwo”, porównaj także „Wysoka Porta”) albo „Devlet-i Âli-Osmân” („państwo domu Osmanów”). Najczęściej jednak, chcąc określić swoją tożsamość, poddani imperium w typowo średniowieczny sposób podkreślali swój związek z dynastią, nazywając się po prostu „Osmanami” (Osmanli), czyli „ludźmi Osmana”. Powstanie nowego plemienia wokół eponimicznego przywódcy było zjawiskiem typowym dla epoki postmongolskiej, gdy po zagładzie starych plemion wśród koczowników zachodził proces retrybalizacji. W pierwszych latach istnienia dynastii każdy, kto podążał za Osmanem i przyłączył się do jego grupy, był uważany za jednego z Osmanów, niezależnie od przynależności etnicznej czy religijnej, chociaż prawdą jest, że większość pierwszych „Osmanów” stanowili Turcy i muzułmanie. Później przez Osmanów rozumiano osmańską elitę rządzącą, askerî, która była odróżniana od poddanych râya, zarówno muzułmanów, jak i niemuzułmanów. „Elity imperium uważały siebie za Osmanów i używały słowa «Turcy» jako obraźliwego określenia na niewykształconą populację poddanych anatolijskich wieśniaków”.

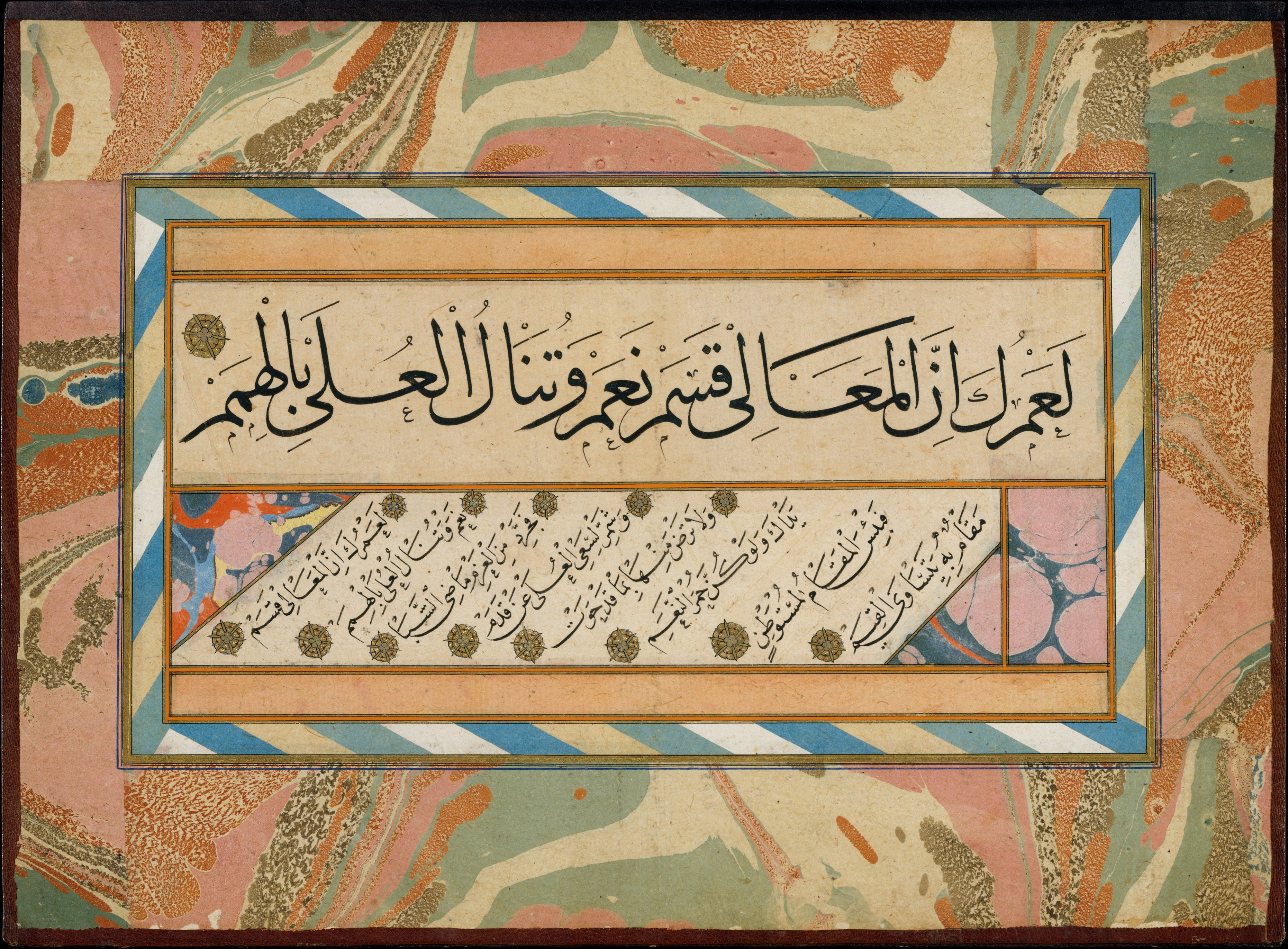
Listek albumowy z kaligrafią Şeyha Hamdullaha (1436–1520), „najbardziej wpływowego kaligrafa całego okresu osmańskiego”. Metropolitan Museum of Art

Ta sytuacja wiązała się z faktem, że w klasycznym okresie istnienia imperium (od XV do XVII w.) było ono rządzone przez mających chrześcijańskie pochodzenie niewolników sułtana, którzy trafiali na dwór bądź jako jeńcy, bądź też w wyniku branki (devşirme) wśród râya. „W pałacu otrzymywali gruntowne muzułmańskie i tureckie wykształcenie, a ich nauczycielami byli muzułmańscy Turcy. Byli oni nade wszystko niewolnikami sułtana osmańskiego, tworząc jego gwardię i od niego zależąc. Nie uznawali anatolijskich Turków ani żadnej innej grupy etnicznej za równą sobie”. Ponieważ muzułmanie nie mogli być niewolnikami, prowadziło to do sytuacji, w której Turcy i inne muzułmańskie narody imperium były rządzone przez synów chrześcijańskich Słowian, Greków, Albańczyków i innych. Co więcej, także sama dynastia Osmanów, chociaż pierwotnie bez wątpienia turecka, później miała charakter etnicznie mieszany ze względu na małżeństwa z rodami panującymi w Bizancjum, Serbii i Bułgarii oraz praktykę rozmnażania się przez niemuzułmańskie niewolne konkubiny. Elita imperium posługiwała się językiem osmańskim, który ze względu na zapożyczenia z arabskiego i perskiego był odmienny od tureckiego używanego przez anatolijskich wieśniaków. Tworzona w języku osmańskim literatura była także po większej części niezrozumiała dla niewykształconych mas.
Należy także podkreślić, że Osmanowie nigdy nie nazywali swojego kraju Turcją, gdyż takie słowo po prostu nie istniało w ich języku. Jak już wiemy, określenie „Turcy” było w nim zarezerwowane dla anatolijskich wieśniaków. W stosunku do zamieszkanego przez nich regionu Osmanowie używali starej greckiej nazwy, „Anadolu” (polski: Anatolia). Nazwa „Turcja” pojawiła się po raz pierwszy w XII-wiecznej łacinie, w formie „Turchia”, i została utworzona przez krzyżowców, którzy w Anatolii spotkali mówiących po turecku Turków, odróżnianych przez nich od mówiących po arabsku Saracenów. Pod koniec istnienia imperium osmańskiego tureccy nacjonaliści szukali nazwy dla „kraju Turków”, i ostatecznie wybrano formę „Türkiye”, wywodzącą się od powstałej pod koniec XIII wieku włoskiej nazwy kraju, „Turchia”. Nazwę „Türkiye” spopularyzował Mustafa Kemal Atatürk i stała się ona oficjalną nazwą kraju na mocy konstytucji z 1924 roku. W Europie Zachodniej nazwy Imperium Osmańskie, Imperium Tureckie i Turcja były często używane zamiennie, przy czym Turcja była coraz częściej faworyzowana zarówno w sytuacjach formalnych, jak i nieformalnych. Ta dychotomia została oficjalnie zakończona w latach 1920–1923, kiedy nowo utworzony rząd turecki z siedzibą w Ankarze wybrał Turcję jako jedyną oficjalną nazwę. Z uwagi na powyżej przedstawione problemy „społeczność uczonych specjalizująca się w studiach osmanistycznych ostatnimi czasy właściwie wyrzuciła takie wyrażenia jak «Turcja», «Turcy», i «turecki» z listy dopuszczalnego słownictwa, deklarując jako obowiązujące używanie wyrażenia «osmański» i jego pochodnych, pozwalając zaś na używanie jego «tureckiego» rywala jedynie w kontekstach językowych i filologicznych”.

## Początek i rozwój do zdobycia Konstantynopola

### Początki

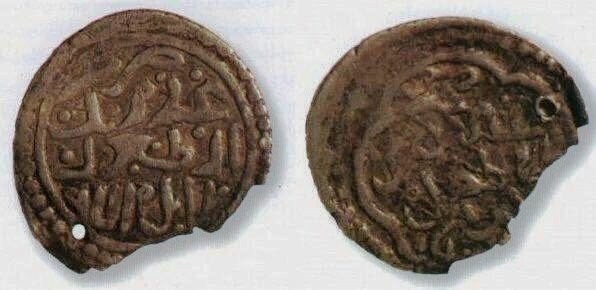
Jedyne zachowane Akçe Osmana (1299? – ok. 1324), potwierdzające imię jego ojca Ertuğrula. Muzeum Archeologiczne w Stambule

Powstanie dynastii Osmanów wiąże się z zamętem, w jakim znalazła się Anatolia po podboju Sułtanatu Rum przez Mongołów po bitwie pod Kösedağ w roku 1243. Sułtanat stopniowo popadał w stan anarchii i na jego zachodnich obrzeżach, w strefie przygranicznej z Cesarstwem Bizantyńskim, powstało wkrótce wiele małych państw, do których należy zaliczyć także to utworzone przez Osmanów. Ówczesna Anatolia była już w znacznej mierze sturkizowana, nowe plemiona tureckie przybyły do niej pod naporem Mongołów. Według ich własnej tradycji Osmanowie mieli wywodzić się z należącego do Oguzów plemienia Kayı, które przybyło do Anatolii z regionu Merwu około roku 1230. Jego wódz, Ertuğrul (druga połowa XIII w.), miał wstąpić na służbę sułtana Rum i zająć wraz ze swoim plemieniem okolice dzisiejszego Söğüt w północno-zachodniej Anatolii. Toponimia wskazuje na to, że Kayı przybyli do Anatolii już w XI wieku, niemniej istnienie Ertuğrula potwierdza obecność jego imienia na dwóch zachowanych monetach jego syna, Osmana (1299? – ok. 1324), od którego dynastia wzięła swoją nazwę. Bicie własnej monety przez Osmana sugeruje, że zaczął on działać niezależnie od Seldżuków. Jedynym współczesnym mu źródłem pisanym, które wspomina Osmana, jest kronika bizantyńskiego historyka Jerzego Pachymeresa (zm. ok. 1310), który opisuje, jak w roku 1302 pokonał on armię bizantyńską pod Bafeonem w pobliżu Nikomedii. W ciągu następnej dekady Osman przejął kontrolę nad ziemiami na zachód od rzeki Sakarya i równiną Brusy, chociaż aż do końca swojego panowania nie udało mu się opanować żadnego znaczącego miasta. Po wieloletniej blokadzie bizantyńskie miasta poddały się dopiero jego synowi, Orchanowi (ok. 1324–1362) – Brusa (tur. Bursa), która stała się pierwszą stolicą Osmanów, w roku 1326, Nikea (İznik) w roku 1331 i Nikomedia (Izmit) w roku 1337. Jednocześnie ok. roku 1346 Osmanowie podbili emirat Karasu i przejęli jego flotę, co stało się zaczątkiem ich późniejszej potęgi morskiej. W tym samym roku Orchan zawarł sojusz z Janem Kantakuzenem (1347–1354) i oddziały osmańskie wspierały go w toczącej się na Bałkanach bizantyńskiej wojnie domowej. Wykorzystując pobyt wojsk osmańskich w Tracji, syn Orchana, Sulejman (zm. 1357), w roku 1352 zajął twierdzę Tzympe, a w roku 1354 pozbawioną murów przez trzęsienie ziemi twierdzę Gallipoli, zdobywając tym samym pierwsze osmańskie przyczółki w Europie. W tym samym roku Osmanowie odebrali Eretnie Ankarę, jednak w Anatolii nie podejmowali działań wobec sojuszu Eretny z Karamanidami. W roku 1362 ponownie utracili Ankarę na rzecz Eretny, a jakiś czas później znów ją odzyskali.

### Murad i Bajezid

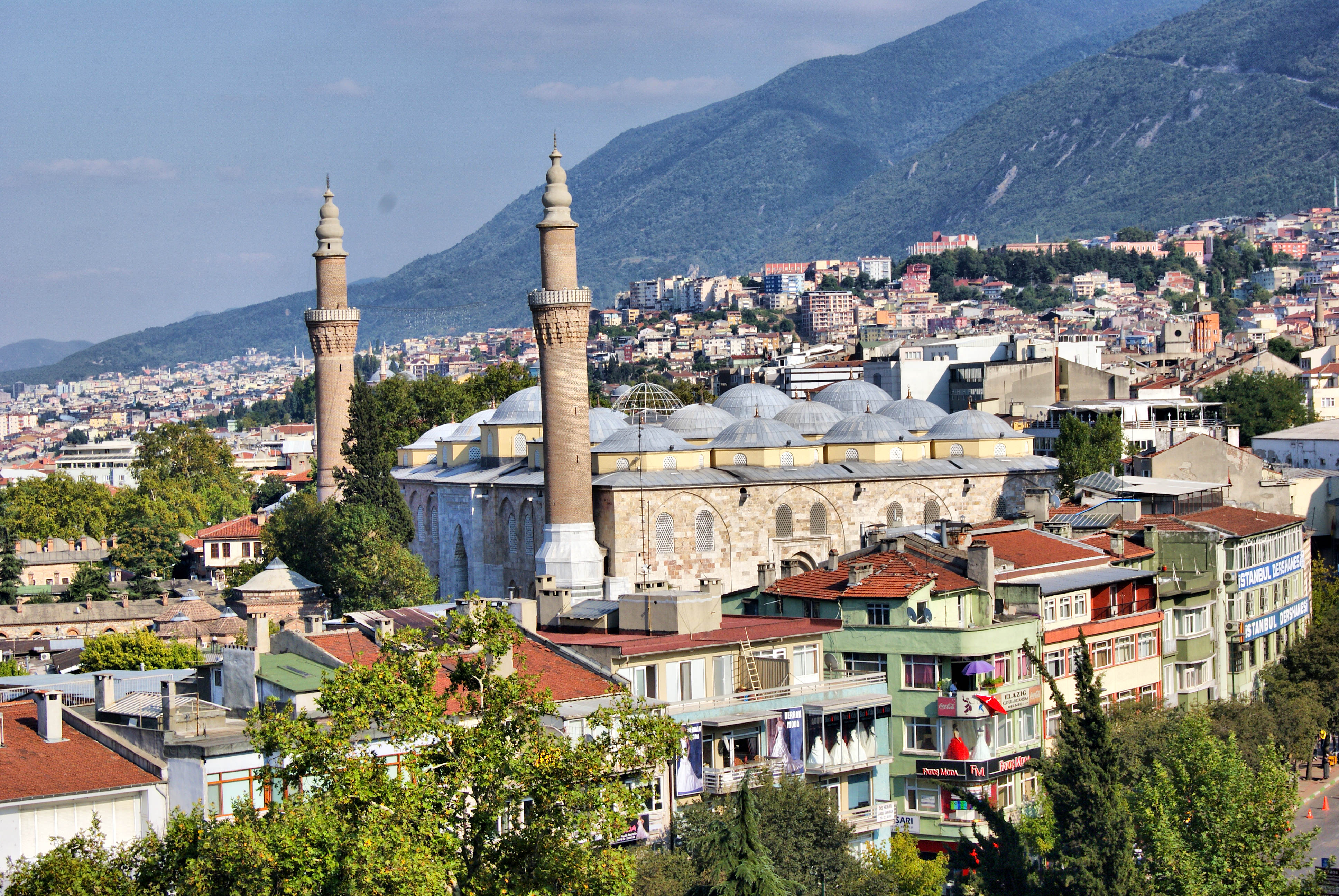
Wielki Meczet w Bursie, wzniesiony na polecenie Bajezida I (1389–1402)

Następca Orchana, Murad I (1362–1389), w roku 1369 zdobył Adrianopol (Edirne) i wkrótce przeniósł do niego swoją stolicę. Następnie Osmanowie rozpoczęli wojnę z Bułgarami i Serbami oraz pokonali tych drugich w bitwie nad Maricą w roku 1371. To zwycięstwo „zapewniło Osmanom większą część ówczesnego państwa bułgarskiego, podczas gdy Serbowie i Bizantyńczycy zostali sprowadzeni do statusu płacących trybut wasali osmańskiego sułtana”. W drugiej połowie lat siedemdziesiątych w Anatolii Osmanowie zaanektowali północną część bejliku Germiyan, wraz z jego stolicą Kütahyą, oraz bejlik Hamid. Ta ostatnia aneksja poważnie zagroziła Karamanidom i w roku 1387 zaatakowali oni posiadłości Osmanów. W odpowiedzi Murad ściągnął oddziały swoich chrześcijańskich wasali z Bałkanów i odniósł zdecydowane zwycięstwo, po którym dotychczas jeszcze niezależni władcy Anatolii uznali jego zwierzchność. Jedynym wyjątkiem był rządzący w Sivasie Kadı Burhaneddin (1381/1382–ok. 1398), który wcześniej zdetronizował dynastię Eretny. Jednocześnie kontynuowano ekspansję na Bałkanach i w roku 1387 Osmanowie zajęli Saloniki. Jednak gdy Murad był zajęty sprawami Anatolii, Serbowie, Bułgarzy i Bośniacy zjednoczyli się przeciwko niemu i pokonali osmańską armię pod Plocznikiem w roku 1388. Błyskawiczna osmańska kampania tego samego roku zmusiła Bułgarów do kapitulacji. Z kolei wiosną następnego roku Serbowie zostali rozgromieni w bitwie na Kosowym Polu, w której Murad zginął. Syn Murada, Bajezid (1389–1402), do roku 1392 dokonał brutalnej aneksji większości anatolijskich bejlików, jednakże w tym roku doznał klęski z rąk Burhaneddina i musiał zrezygnować z podbicia Karamanidów. W roku 1393 podbił on Carstwo Tyrnowskie i zmusił do złożenia hołdu Stefana Lazarevicia (1389–1427). Następnie jego armie zajęły Tesalię, po tym zaś jak Paleologowie odmówili potwierdzenia swojej podległości Bajezid rozpoczął blokadę Konstantynopola. W tym samym czasie inna osmańska armia narzuciła bezpośrednie zwierzchnictwo Albanii. W roku 1396 Bajezid ujął i stracił ostatniego bułgarskiego cara Iwana Szyszmana (1371–1395), a następnie rozgromił zmobilizowaną przeciwko niemu krucjatę w bitwie pod Nikopolis. To zwycięstwo w Europie wzmocniło także pozycję Bajezida w Anatolii i w roku 1397 wreszcie podbił on Karamanidów, a rok później, po tym jak Burhaneddin zginął w walce z Ak Kojunlu, także Sivas. Te podboje w Azji doprowadziły do konfrontacji Bajezida z Timurem (1370–1405), który w roku 1402 zadał mu druzgocącą klęskę w bitwie pod Ankarą.

### Synowie Bajezida i zdobycie Konstantynopola

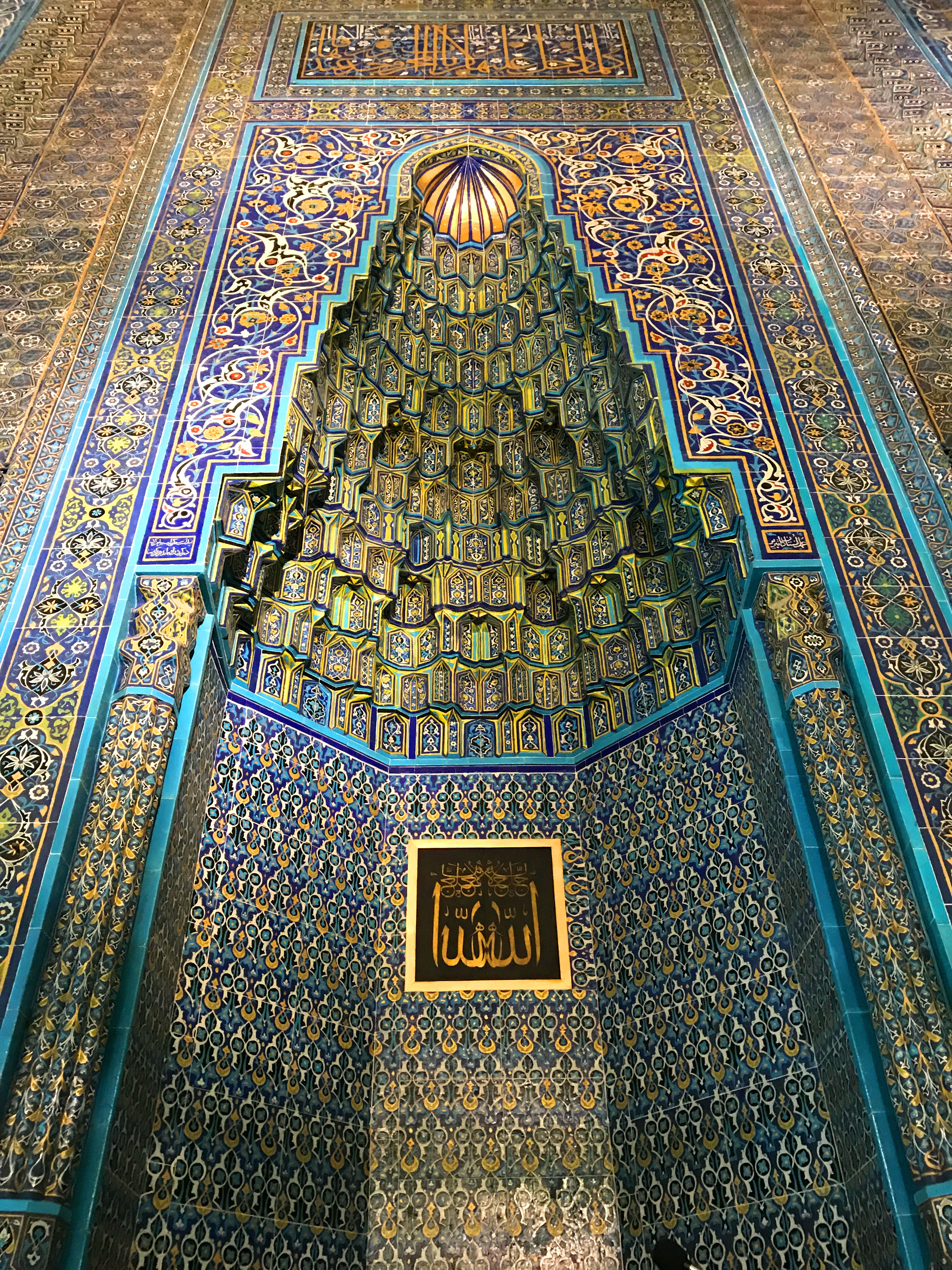
Mihrab Zielonego Meczetu w Bursie, wzniesionego na polecenie Mehmeda I (1403–1421)

Timur przywrócił władzę w Anatolii obalonym przez Osmanów dynastiom i tym samym utracili oni większość zdobyczy w regionie. Bajezid wkrótce zmarł w niewoli, a jego synowie rozpoczęli walkę o sukcesję po ojcu, z której ostatecznie w roku 1413 zwycięsko wyszedł Mehmed I (1403–1421). Trzy lata później stłumił on groźny bunt Şeyha Bedreddina i pokonał wspieranego przez hospodara wołoskiego Mirczę (1386–1418) Mustafę, swojego prawdziwego lub rzekomego brata, który po klęsce znalazł schronienie w Bizancjum. W trakcie swego panowania Mehmed ponownie podbił niektóre zachodnie bejliki i pokonał Karamanidów. Murad II (1421–1444, 1446–1451) natychmiast po wstąpieniu na tron stanął w obliczu rewolt uwolnionego przez Bizancjum Mustafy, którego uznano za sułtana w europejskich posiadłościach Osmanów, oraz anatolijskich władców zhołdowanych przez Mehmeda I. W 1422 roku pokonał on jednak Mustafę, a rok później kolejny bunt swojego brata, a następnie podporządkował sobie wszystkie państwa zachodniej Anatolii z wyjątkiem Dżandarydów i Karamanidów. W kolejnych latach Murad skoncentrował się na wojnie z Wenecją, której rezultatem było odzyskanie w roku 1430 utraconych po bitwie pod Ankarą Thessalonik. Głównym rywalem Osmanów stało się teraz Królestwo Węgier. W latach 1441–1442 Osmanowie doznali wielu porażek z rąk Jana Hunyadyego, jednak ostatecznie pokonali Węgrów i ich sojuszników w bitwach pod Warną w roku 1444 i na Kosowym Polu w roku 1448. Mehmed II (1444–1446, 1451–1481) rozpoczął swoje panowanie od przygotowań do oblężenia Konstantynopola, który ostatecznie zdobył 29 maja 1453 roku i „imperium Osmanów objęło sukcesję po imperium bizantyńskim”.

### Państwo, społeczeństwo i życie religijne

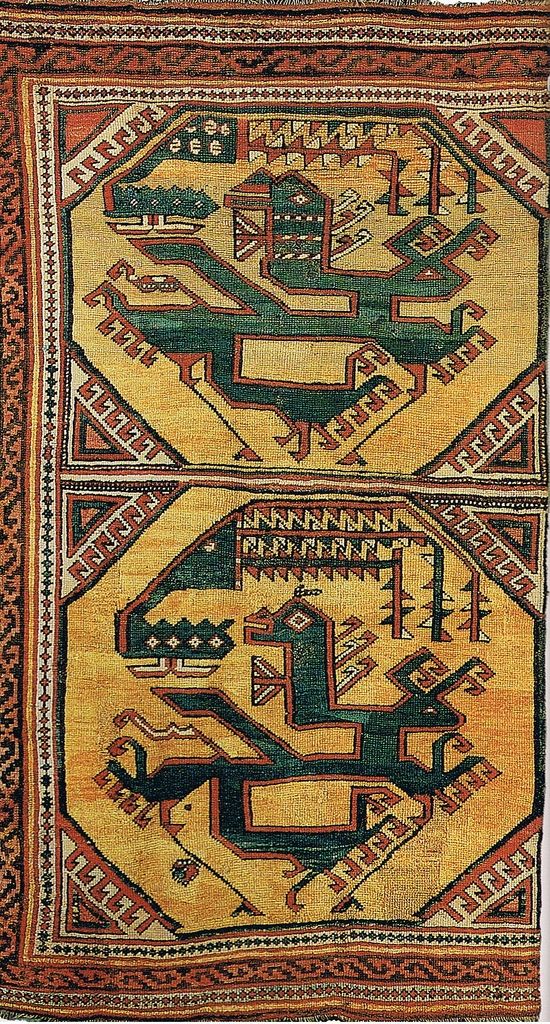
Kobierzec z przedstawieniem niebieskiego smoka atakującego niebieskiego feniksa. Smok i feniks to motywy chińskie, prawdopodobnie przeniesione na Bliski Wschód przez Mongołów. Anatolia, ok. 1400 r. Museum für Islamische Kunst w Berlinie

Osmanowie byli początkowo koczowniczym plemieniem utworzonym wokół osoby eponimicznego przywódcy, w sposób charakterystyczny dla epoki postmongolskiej. Ich pierwsi władcy nosili tytuł chana lub chunkara i dopiero co do Murada I jest pewne, że przyjął tytuł sułtana. Zgodnie z koczowniczo-turecką tradycją państwo należało do rodziny, której przewodził ojciec. Jego terytorium było podzielone na domeny rządzone przez synów, określone terytoria otrzymywali też dowódcy wojskowi. Znaczną rolę w pierwszych sukcesach Osmanów odegrał etos wojowników dżihadu, ghazich, którzy zasilali ich szeregi znęceni możliwością zdobycia łupów w graniczącym z terytorium Osmanów Bizancjum. Swoje znaczenie miał także fakt rosnącej presji demograficznej w przeludnionej po przybyciu uciekinierów przed mongolską inwazją centralnej Anatolii. Po podboju równin Bitynii, które nie nadawały się na pastwiska, Osmanowie zaczęli w swe szeregi przyjmować ludność osiadłą, w tym także chrześcijan. Ten ostatni fakt był zgodny z tradycjami seldżuckiej Anatolii, gdzie chrześcijan od muzułmanów nie dzieliły wyraźne społeczne bariery, istniał natomiast silny konflikt między mieszkańcami miast, wyznającymi ortodoksyjny, sunnicki islam i hołdującymi wyrafinowanej perskiej kulturze, a koczownikami, których ludowa odmiana islamu była przesiąknięta środkowo-azjatyckim szamanizmem. W obu tych formach islamu ważną rolę odgrywały mistyczne tarikaty, takie jak bardziej arystokratyczny i wywodzący się od związanej z Rumim tradycji perskiej Mevleviyye oraz ludowy, przechowujący w sobie elementy chrześcijaństwa i szyizmu Bektaşiyye. Prawdopodobnie początkowo także Osmanowie byli związani z bardziej heteredoksyjnymi nurtami islamu, ale z biegiem czasu stali się oni patronami prawowiernego sunnizmu, w czym znaczną rolę odegrały ich rosnące związki z miejskimi bractwami religijnymi, tak zwanymi ahi.
Administracja Osmanów w tym okresie miała charakter wojskowy i kontynuowała tradycje seldżuckie. Do końca epoki opierała się ona głównie na anatolijskich rodach takich jak Evrenos, Mikail i Çandarlı, spośród których rekrutowali się wyżsi dowódcy i wezyrowie. Halil Hayreddin Paşa Çandarlı (zm. 1387) był pierwszym wielkim wezyrem, który łączył uprawnienia dowódcy armii z byciem najwyższym zastępcą sułtana w zakresie administracji cywilnej, co stało się później charakterystyczną cechą osmańskiego systemu rządów. To jemu także przypisuje się powołanie tak kojarzonych z Osmanami instytucji jak doborowa piechota janczarów i związany z jej powstaniem system poboru chrześcijańskich dzieci, tzw. devşirme. Janczarowie wraz z doborowym korpusem spahisów stanowili stałą armię sułtana, tzw. kapıkulu. Wcześniej Orchan utworzył regularne oddziały müsellem, piechotę yaya i nieregularne oddziały Akıncı. Rdzeń armii szybko zaczęli jednak stanowić konni spahisi utrzymujący się z dzierżonych od państwa timarów. Ci timarioci pełnili także rolę najniższego szczebla osmańskiej administracji, bezpośrednio reprezentując ją w stosunku do podległych im chłopów. Ogół timarów w danym regionie tworzył sandżak, któremu przewodził sandżakbej, będący jednocześnie namiestnikiem i dowódcą timariotów ze swojego regionu. Z kolei regionalna grupa sandżaków tworzyła prowincję (ejalet), zarządzaną przez bejlerbeja, na polu walki pełniącego rolę dowódcy podlegających mu sandżakbejów. Aż do reform tanzimatu osmańskie społeczeństwo dzieliło się na dwie podstawowe grupy: râya, którzy byli ponoszącymi wszelkie ciężary poddanymi sułtana, i askerî, którzy służąc sułtanowi jako żołnierze i urzędnicy, byli zwolnieni z większości ciężarów. To w rękach tych ostatnich koncentrowała się większość bogactwa, a obok świeckich podwładnych sułtana do askerî zaliczali się także ulemowie.

## Złoty wiek

### Mehmed Zdobywca

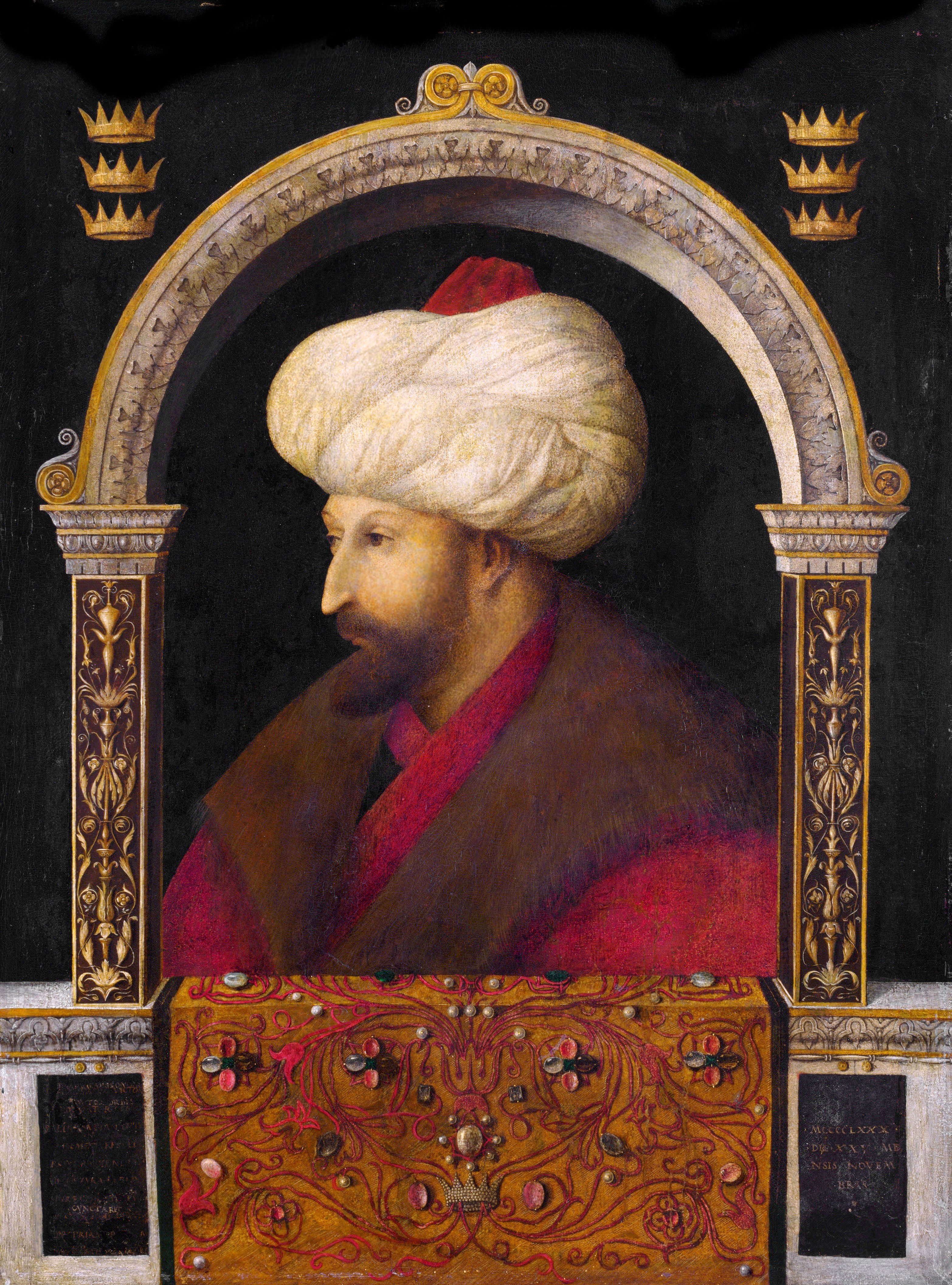
Portret Mehmeda II (1444–1446, 1451–1481) autorstwa Gentile Belliniego. National Gallery w Londynie

Trzy lata po zdobyciu Konstantynopola Mehmed II poniósł klęskę z rąk Hunyadyego w trakcie odsieczy Belgradu, ale nie zatrzymało to ekspansji Osmanów. W roku 1459 zaanektowali oni Serbię, a w latach 1460 i 1461 udało im się podbić odpowiednio Despotat Morei oraz Cesarstwo Trapezuntu, i tym samym zlikwidować ostatnie pozostałości panowania bizantyńskiego. Przy okazji podboju Trapezuntu zaanektowano też państwo Dżandarydów. W roku 1461 Osmanów zaatakował hospodar wołoski Wład III (1448, 1456–1462, 1476), jednak odwetowy najazd sułtana w następnym roku doprowadził do osadzenia na Wołoszczyźnie podporządkowanego mu Radu (1462–1473, 1473–1474, 1474 i 1474–1475). W roku 1463 Mehmed podbił Królestwo Bośni, ale w odpowiedzi na jego dawne terytorium wkroczyli Węgrzy. Jednoczesne zajęcie Argos doprowadziło do wybuchu drugiej wojny z Wenecją, która po zajęciu Szkodry i Durrës wspierała walczącego z Osmanami na terenie Albanii Skanderbega (zm. 1468). W roku 1468 Mehmed II zajął terytoria Karamanidów, jednak podporządkowane im niegdyś plemiona nadal podnosiły bunty w imieniu pretendentów z ich rodu, którzy byli popierani przez władcę Ak Kojunlu, Uzun Hasana (1452–1478). Ten ostatni zawarł sojusz z Wenecją i Osmanowie stanęli w obliczu jednoczesnego ataku z zachodu i wschodu. To zagrożenie zniknęło, dopiero gdy Mehmed pokonał Uzun Hasana w decydującej bitwie pod Başkentem w 1473 roku. W roku 1478 Osmanowie zdobyli Szkodrę i ostatecznie podporządkowali sobie Albanię, co przypieczętował pokój z Wenecją zawarty w następnym roku. Podczas swojego panowania Mehmed II zmusił do uznania swojej zwierzchności także kolonie genueńskie nad Morzem Czarnym, a w roku 1475 Chanat Krymski. W roku 1480 jego armia zaatakowała Rodos i zajęła Otranto na południu Włoch, jednak planowanemu atakowi na Rzym zapobiegła śmierć Mehmeda II w następnym roku.

### Bajezid II i Selim Groźny

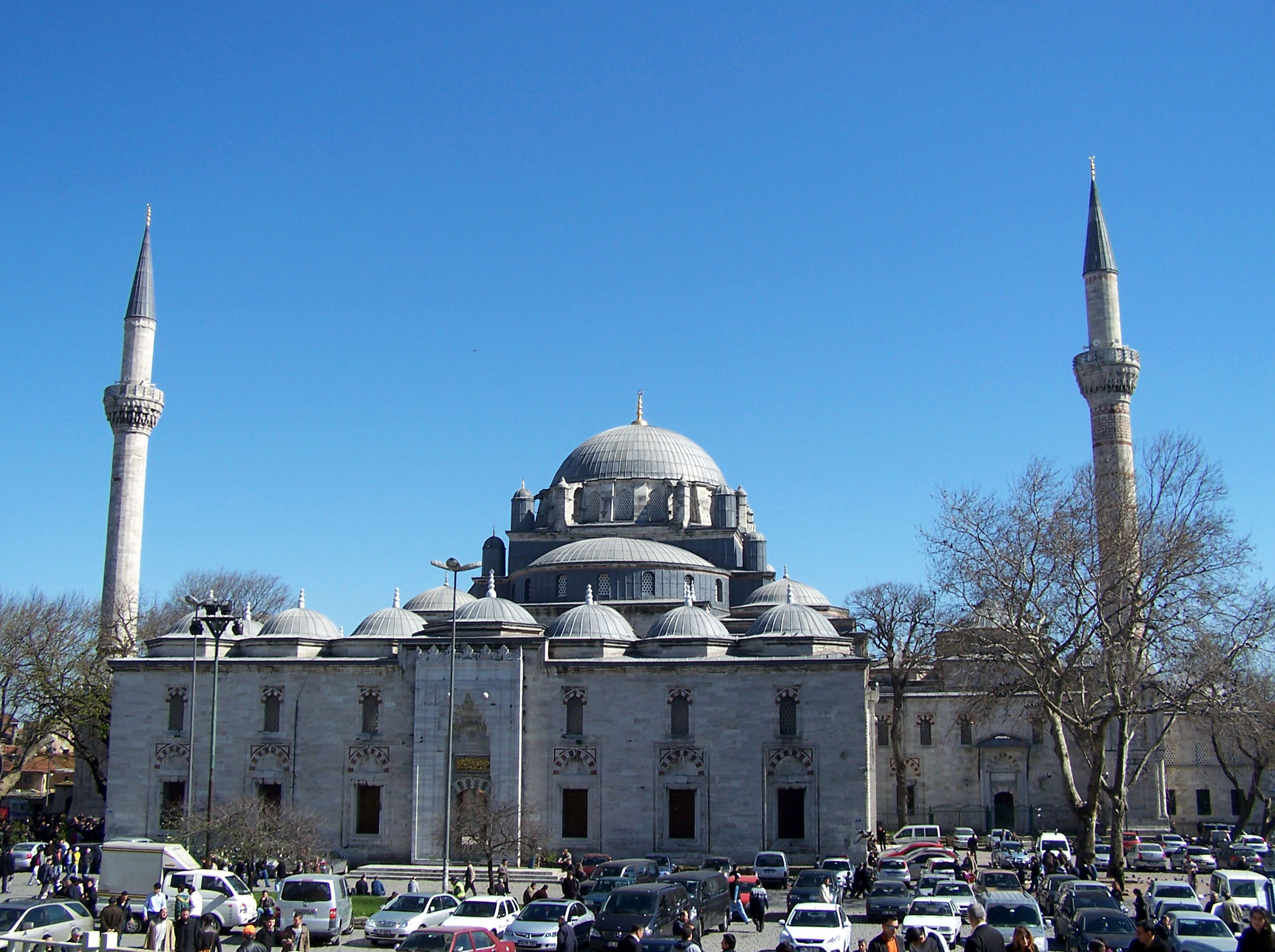
Meczet Bajezida II w Stambule

Wojny Mehmeda II wymagały rabunkowej wręcz polityki fiskalnej i jeszcze za jego życia opozycja wobec niej skupiła się wokół jego najstarszego syna, Bajezida (1481–1512), który w walce o władzę po śmierci ojca pokonał swojego brata Cema. Na początku swojego panowania, w roku 1484, Bajezid poprowadził kampanię przeciwko Mołdawii, zdobywając Budziak, poza tym jednak zarzucił politykę podbojów. „Po krótkich wojnach z Wenecją i Węgrami następowały rozejmy, nie wnoszące żadnych istotnych zmian w układzie wzajemnych stosunków czy obopólnych granicach”. Podobnie nierozstrzygnięta była wojna z Mamelukami, toczona w latach 1485–1491. W sumie „panowanie Bajezida II było okresem wielkiego rozwoju gospodarczego w stabilnej i bezpiecznej atmosferze”, a stworzone wówczas warunki „utorowały drogę wielkim podbojom Selima I i Sulejmana I”.
Jego łagodna polityka zawiodła jednak w przypadku turkmeńskich plemion Anatolii, których styl życia był nie do pogodzenia z osmańskim sposobem rządzenia. Ich przywódcą stał się Isma’il I (1501–1524) z szyickiego rodu Safawidów, który po podboju Ak Kojunlu otwarcie rzucił wyzwanie Osmanom. Pojednawcza postawa Bajezida nie przystawała do sytuacji i został on obalony przez swojego syna Selima I (1512–1520), który był przywódcą frakcji opowiadającej się za bardziej zdecydowanymi działaniami. Selim miał stracić 40 tys. zwolenników Isma’ila w Anatolii, po czym w roku 1514 pokonał jego samego w decydującej bitwie na równinie Czałdyran. W jej wyniku Selim zajął górzysty region rozciągający się od Erzurum do Diyarbakıru, co sprawiło, że „Anatolia była chroniona przed najazdami ze wschodu, a szlaki wiodące do Azerbejdżanu, na Kaukaz i do Bagdadu stały dla Osmanów otworem”. Najazd Selima na emirat Dulkadir w następnym roku doprowadził do konfrontacji z Mamelukami. Ich armia została pokonana najpierw 24 sierpnia 1516 roku pod Mardż Dabik w pobliżu Aleppo, a następnie 22 stycznia 1517 roku pod Ar-Rajdanijją w pobliżu Kairu. W rezultacie sułtanat mameluków przestał istnieć, a jego terytorium zostało wcielone do państwa Osmanów, poza tym Turcy opanowali niewielki skrawek lądu na północ od zatoki Adeńskiej, zaś Szarif Mekki wysłał Selimowi klucze do świętych miast i zadeklarował swoje posłuszeństwo.

### Sulejman Wspaniały

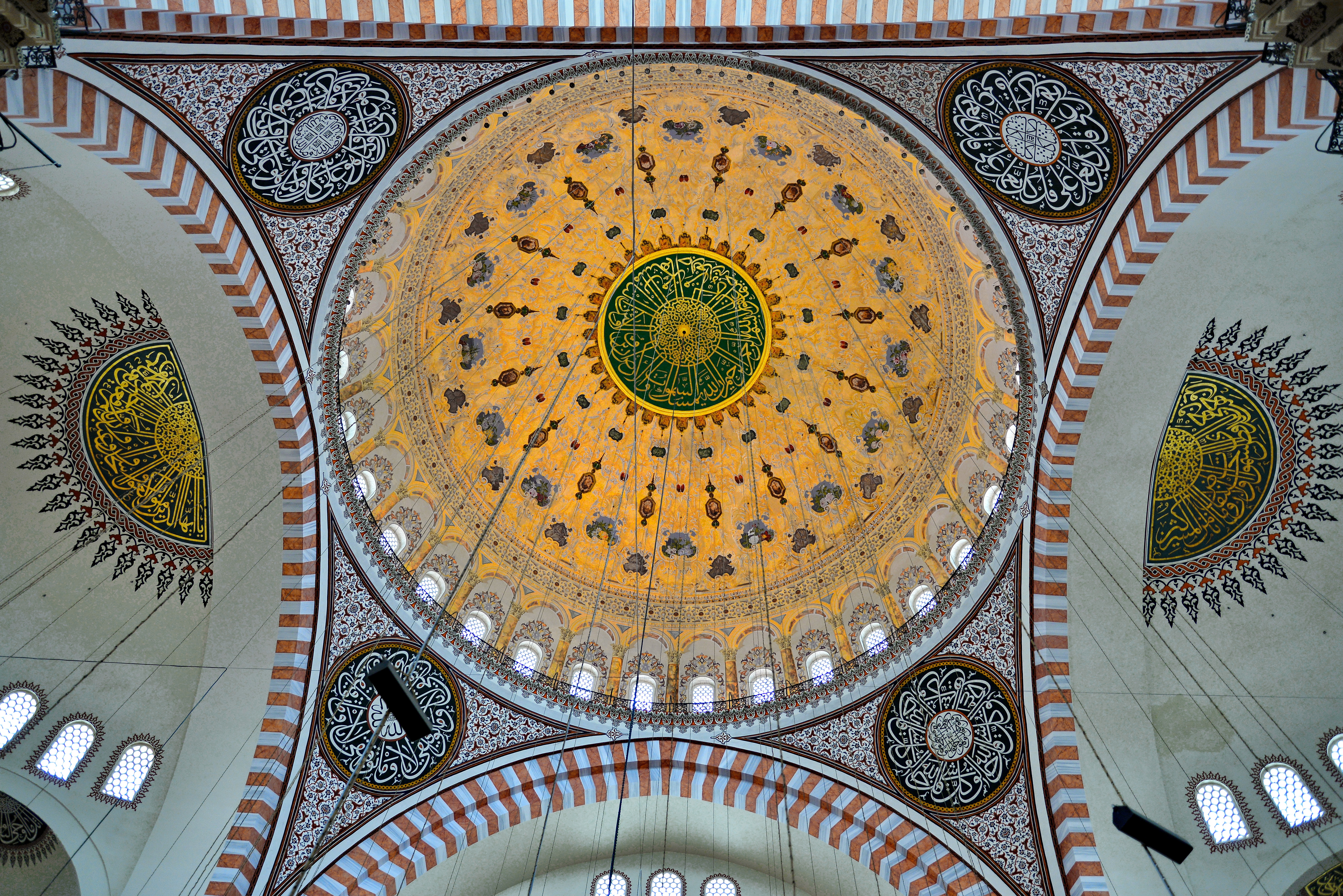
Kopuła Meczetu Sulejmana, zbudowanego pod nadzorem sułtańskiego architekta Sinana, z kaligrafiami zaprojektowanymi przez Ahmeda Karahisariego wpisanymi w rozety

W wyniku podbojów Selima dochody Osmanów podwoiły się, a ponadto kontrolowali oni teraz „najznakomitsze ośrodki na światowym szlaku handlowym”. Wyposażony w tak powiększone zasoby syn Selima, Sulejman (1520–1566), mógł urzeczywistnić plan światowych podbojów. Już w roku 1521 zdobył Belgrad, by rok później odebrać joannitom Rodos. W roku 1526 rozbił węgierską armię w bitwie pod Mohaczem, w której zginął król Ludwik II Jagiellończyk (1516–1526), a następnie zajął Budę. Osmanowie jednak wycofali się z Węgier, uważając bezpośrednie rządy za zbyt kosztowne, planując natomiast uczynić z królestwa kraj zależny. Węgierski sejm wybrał na króla Jana Zápolyę (1526–1540), ale wkrótce potem stronnicy Habsburgów wysunęli przeciwko niemu kontrkandydaturę arcyksięcia Ferdynanda (1526–1564). W następnym roku Ferdynand zajął Budę i wygnał Zápolyę. W odpowiedzi na to w roku 1529 Sulejman ponownie najechał Węgry i zajął Budę, przywracając władzę zależnego od siebie Zápolyi, i docierając nawet do Wiednia, od którego jednak odstąpił po krótkim trzytygodniowym oblężeniu. Nie zakończyło to jednak wojny pomiędzy Sulejmanem a Habsburgami i sytuację na Węgrzech chwilowo ustabilizował dopiero rozejm z 1533 roku, na mocy którego Ferdynand uznał władzę Zápolyi. Kiedy jednak ten umarł w 1540 Ferdynand ponownie ogłosił się królem Węgier, co doprowadziło do tego iż w 1541 Sulejman przeprowadził kampanię w obronie praw małoletniego syna Zápolyi, Jana Zygmunta (1541–1571). W wyniku tej wyprawy Osmanowie zajęli Budę i Węgry na półtora wieku zostały rozbite na trzy części – zachodnią i północno-zachodnią pod władzą Habsburgów, środkową pod władzą osmańskiego paszy i wschodnią, gdzie powstało zależne od Osmanów Księstwo Siedmiogrodu.

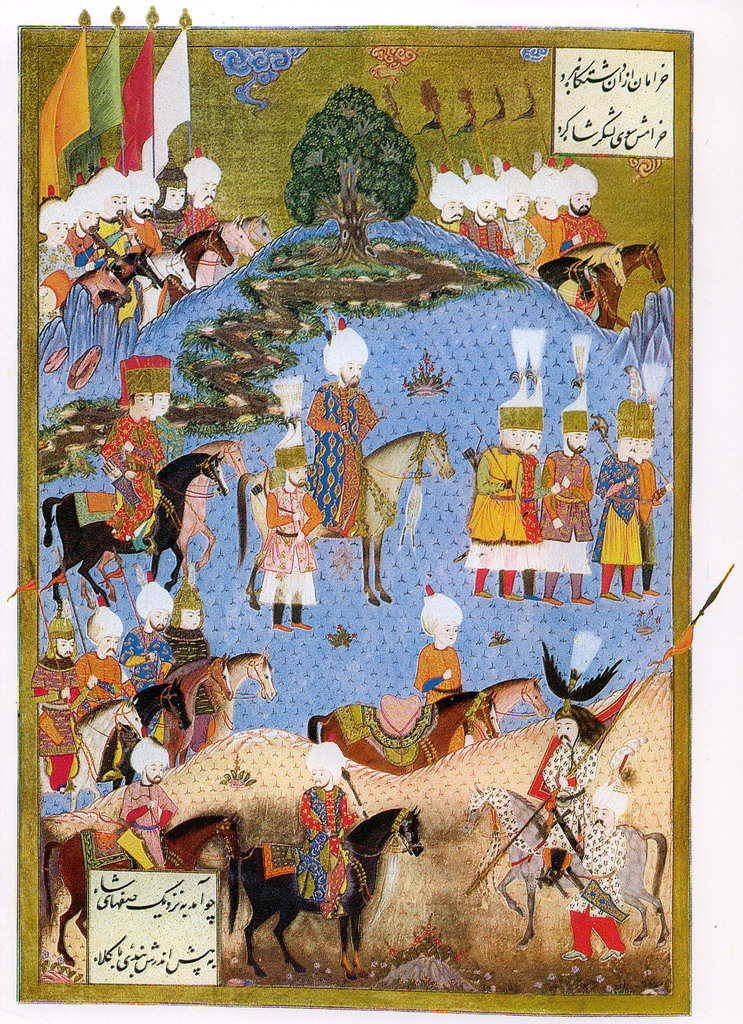
Sulejman prowadzi swoją armię przeciwko Safawidom podczas wojny persko-tureckiej w 1554. Ilustracja do Süleymanname (1558). Biblioteka Pałacu Topkapı

Wojna z Habsburgami toczyła się nie tylko na Węgrzech, ale także na Morzu Śródziemnym. Jeszcze w ostatnim roku panowania Selima algierski korsarz Hayreddin poszukując legitymizacji swojej władzy uznał osmańską zwierzchność, otrzymując w zamian tytuł paszy i wojskowe posiłki. Był to początek osmańskiej obecności w Maghrebie. Po tym gdy w roku 1531 genueński admirał Andrea Doria zdobył Koron w Morei Sulejman przekazał Hayreddinowi dowództwo nad ogółem osmańskich sił morskich, mianując go kapudan-i deria – wielkim admirałem. W roku 1534 Hayreddin zdobył Tunis, wyrzucając z ich stolicy sprzymierzonych z Hiszpanami Hafsydów. Ci zwrócili się o pomoc do Karola V (1516–1556), który osobiście stanął na czele floty i odbił miasto w roku 1535. Odtąd Hafsydzi mieli panować jako wasale Habsburgów. W 1536 Sulejman zawarł antyhabsburski sojusz z królem Francji Franciszkiem I (1515–1547) i francuska flota wspierała Osmanów przy nieudanej próbie zdobycia Korfu w trakcie kolejnej wojny z Wenecją. W 1538 Hayreddin pokonał Andrea Dorię pod Prevezą, „co uczyniło go niekwestionowanym panem całego Morza Śródziemnego”. W obliczu osmańskiej przewagi Wenecjanie w 1540 zawarli pokój, zrzekając się wysp na Morzu Egejskim oraz oddając Monemvasię i Nauplion w Morei. W następnym roku Karol V zaatakował Algier, musiał jednak się wycofać gdy gwałtowna burza zniszczyła połowę jego floty. Chociaż walki trwały nadal, wojna utknęła w martwym punkcie. W Habsburgach Sulejman „napotkał siłę, która posiadała zasoby, chociaż prawdopodobnie jeszcze nie wojskową organizację, na poziomie jego własnych” i wojna z nimi „zakończyła okres ciągłych osmańskich podbojów”. W 1547 Sulejman zawarł z Habsburgami pięcioletni rozejm, na mocy którego Ferdynand zatrzymał kontrolowaną przez siebie część Węgier w zamian za roczny trybut, zaś w tureckiej wersji traktatu Karol V zrezygnował z używania tytułu cesarza, występując jedynie jako „król Hiszpanii”. „Jakkolwiek niewielkie byłyby rzeczywiste habsburskie ustępstwa, dla sułtana traktat posiadał wielkie symboliczne znaczenie. [...] trybutarny status Habsburgów potwierdzał jego roszczenia do uniwersalnej zwierzchności, a tytularne koncesje Karola potwierdzały jego roszczenia do tytułu cesarza”.

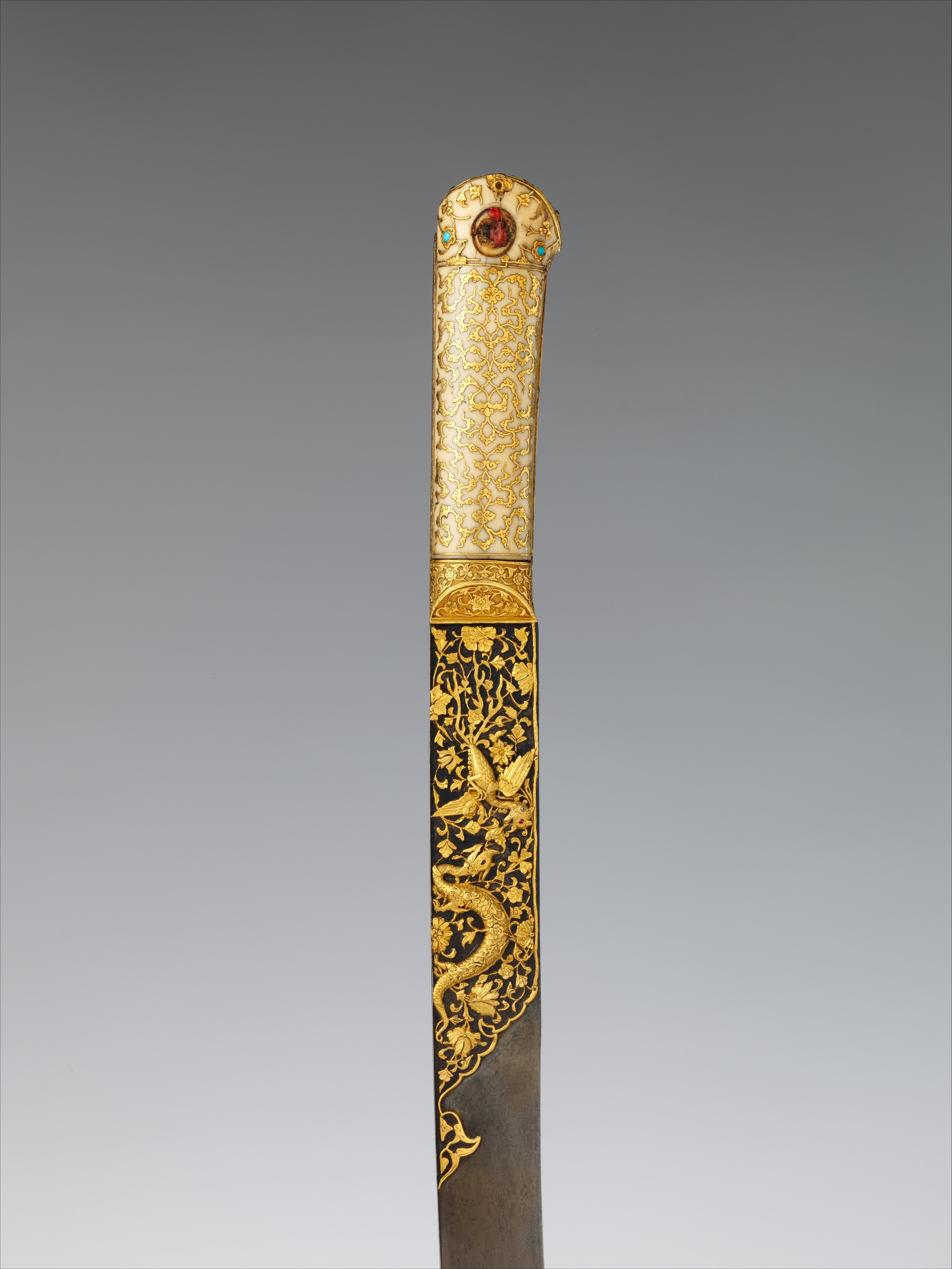
Ceremonialny jatagan Sulejmana stworzony pod nadzorem nadwornego jubilera Ahmeda Tekelü, ok. 1525 – 1530. Metropolitan Museum of Art

W Azji głównym przeciwnikiem Sulejmana byli Safawidzi, z którymi toczył szereg wojen w latach 1532–1555. W 1533 Sulejman wyruszył z wyprawą na wschód i w 1534 jego wezyr Ibrahim Pasza zdobył stolicę Safawidów, Tebriz, zaś w następnym roku zajął Bagdad. Ta kampania zakończyła się aneksją Azerbejdżanu i Iraku, zaś zwierzchność Osmanów uznali także lokalni możnowładcy w Gilanie i Szyrwanie. W 1538 Osmanowie podporządkowali sobie także Basrę, a osmańska flota wyruszyła przeciwko portugalskiemu Diu w Gudźaracie i chociaż fortecy nie udało się zdobyć, to w drodze powrotnej zajęto Aden, który bronił dostępu do Morza Czerwonego. W 1548 na osmańskim dworze schronił się brat Tahmaspa (1524–1576), Alghas Mirza, i Sulejman poparł jego roszczenia do tronu. Wbrew zapewnieniom Alghasa poddani Tahmaspa pozostali jednak wierni szachowi i pomimo krótkotrwałej okupacji Tebrizu ostatecznie Osmanowie musieli się wycofać z zajętych terytoriów. Konflikt osmańsko-safawidzki za czasów Sulejmana zakończył pokój z Amasyi zawarty w 1555, na mocy którego Osmanowie zatrzymywali wschodnią Anatolię, Azerbejdżan i Irak. Jeszcze wcześniej, w roku 1552, Osmanowie podjęli próbę odbicia z rąk portugalskich Ormuzu, co jednak nie powiodło się i ograniczyło osmańską żeglugę do Zatoki Perskiej.
Wojna z Habsburgami wybuchła ponownie gdy w 1551 zwierzchność Ferdynanda uznał namiestnik Siedmiogrodu Jerzy Martinuzzi. Osmański atak na Siedmiogród w następnym roku doprowadził do zdobycia Temesváru, gdzie utworzono nowy bejlerbejik. W 1556 Sulejmanowi ostatecznie udało się przywrócić władzę podporządkowanego mu Jana Zygmunta w księstwie. Jeszcze w 1551 bejlerbej Algieru, Turgut, zdobył Trypolis, co w roku 1555 przyniosło mu tytuł bejlerbeja Trypolitani. Pozycję Osmanów w regionie ugruntowała zwycięska bitwa morska w pobliżu wyspy Dżerba, stoczona w roku 1560. Ostatnie lata panowania Sulejmana upłynęły w cieniu rywalizacji o następstwo tronu pomiędzy jego synami, Selimem a Bajezidem. Bajezid uciekł do safawidzkiego Iranu, jednak Sulejmanowi udało się w 1561 uzyskać zgodę na jego zgładzenie u Tahmaspa. W 1565 Osmanowie podjęli wielką wyprawę mającą na celu zdobycie zajmowanej przez joannitów Malty, jednak oblężenie, w trakcie którego zginął Turgut, zakończyło się porażką. Chcąc powetować sobie tę klęskę, Sulejman w następnym roku wyprawił się na Węgry, by zdobyć Szigetvár. Twierdza została zdobyta, lecz sułtan zmarł przed zakończeniem oblężenia.

### Selim II i wezyrat Mehmeda Sokollu

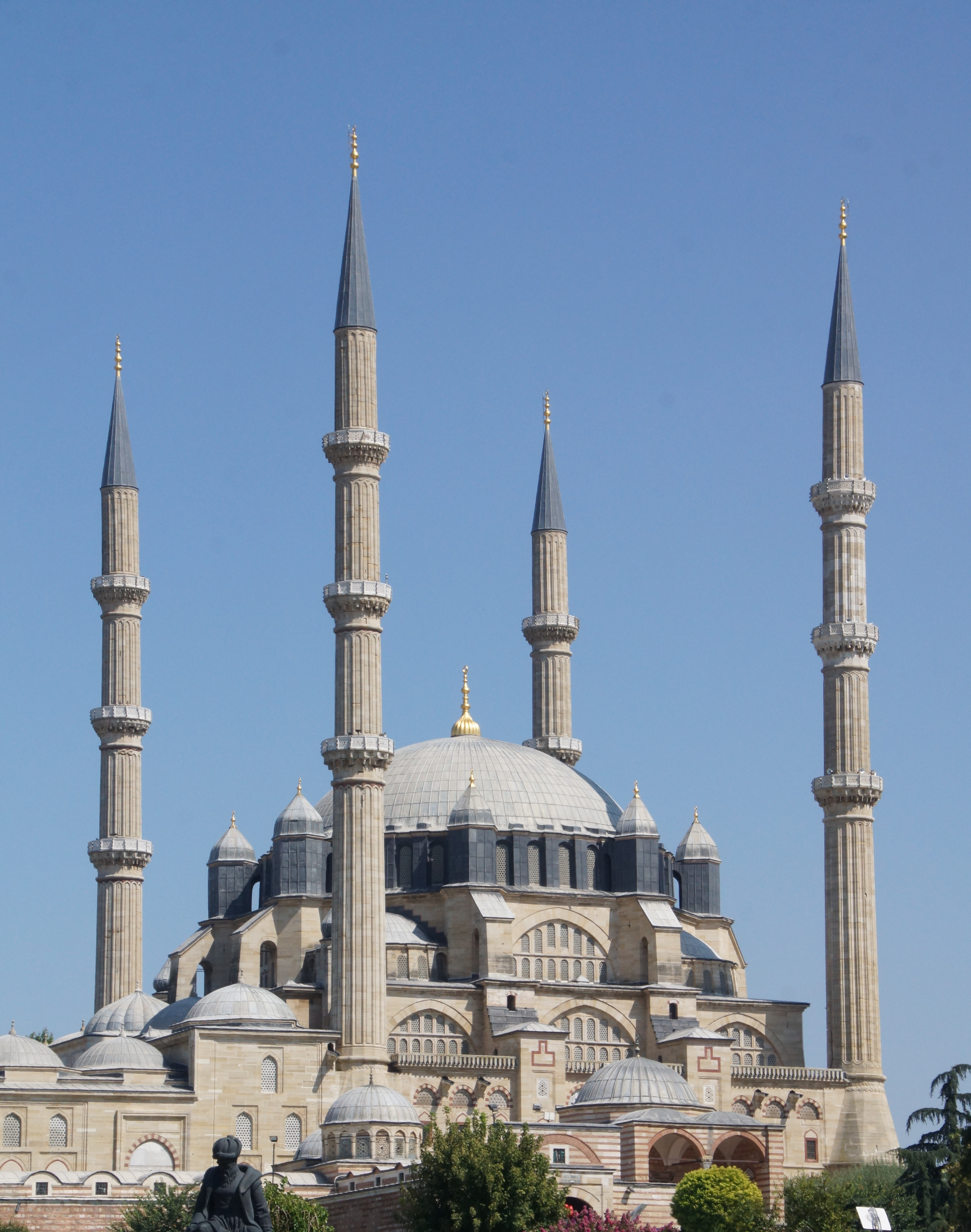
Meczet Selima II w Edirne, wybudowany pod nadzorem sułtańskiego architekta Sinana

Sulejman był ostatnim z linii osmańskich sułtanów, których osobowość decydowała o kształcie imperium, a panowanie stanowiło odrębną erę. Był także ostatnim sułtanem, który regularnie dowodził armią na polu bitwy, przy czym umierając w trakcie kampanii zasłużył sobie na miano męczennika. Już w trakcie jego panowania epoka szybkich osmańskich podbojów zakończyła się. Wszystko to sprawiło, że następne pokolenia Osmanów z nostalgią wspominały jego panowanie i w szczególności w burzliwym XVII stuleciu uważały przywrócenie instytucji z czasów jego rządów za gotowy model reform. Politykę Sulejmana starał się kontynuować jego wielki wezyr, Sokollu Mehmed Pasza, który kierował administracją imperium aż do swojej śmierci w roku 1579. Zdobycie przez Rosję Kazania w 1552 i Astrachania w 1556 zagroziło osmańskiej pozycji nad Morzem Czarnym oraz tradycyjnym szlakom handlowym prowadzącym z Krymu do Azji Środkowej. W 1569 Osmanowie próbowali odbić Astrachań z rąk rosyjskich, jednak wyprawa zakończyła się niepowodzeniem. Sukcesem natomiast okazał się atak na wenecki Cypr w roku 1570. Zajęcie wyspy sprowokowało jednak kontratak połączonej floty chrześcijan, która zadała Osmanom druzgocącą klęskę w bitwie pod Lepanto w 1571. Osmanowie jednak odbudowali swoją flotę i w tej sytuacji Wenecjanie pogodzili się z utratą Cypru na mocy traktatu z 1573. W 1574 Osmanowie zdobyli Tunis, tym razem ostatecznie, i oznaczało to koniec panowania Hafsydów.

### Państwo, społeczeństwo i życie religijne
W 1453 Mehmed II kazał stracić wielkiego wezyra Çandarlı Halil Paszę, co tradycyjnie uznaje się za koniec epoki dominacji starych arystokratycznych rodów w osmańskim rządzie. Od tej pory najwyższe stanowiska w państwie zajmowali niewolnicy (kul) sułtana, którzy rekrutowali się z chrześcijan trafiających na dwór w wyniku devşirme, jako jeńcy lub w drodze kupna. W pałacu odbierali oni odpowiednie wykształcenie, po czym stawali się namiestnikami, dowódcami wojskowymi lub wezyrami sułtana. Jednocześnie nadal pozostawali niewolnikami i byli dużo mniej niezależni niż niegdyś piastujący te stanowiska przedstawiciele dawnej arystokracji. Nie posiadali żadnych rodzinnych więzi z administrowanymi przez siebie muzułmańskimi społecznościami i jako niewolnicy nie mogli pretendować do godności sułtana. Ich kariera w całości zależała od władcy, który mógł ich dowolnie promować, degradować lub nawet skazywać na śmierć. W tym ustroju „pałac był czymś więcej niż tylko królewską rezydencją. Tu sułtańscy niewolnicy pobierali fachowe nauki, po których zakończeniu mianowani byli na wysokie państwowe urzędy”. To dlatego Said Amir Arjomand pisze o osmańskim państwie jako o imperium patrymonialno-biurokratycznym, w którym „wprowadzając silny element biurokratycznej racjonalizacji jednocześnie nadal traktowano administrację imperium jako przedłużenie domostwa sułtana”.

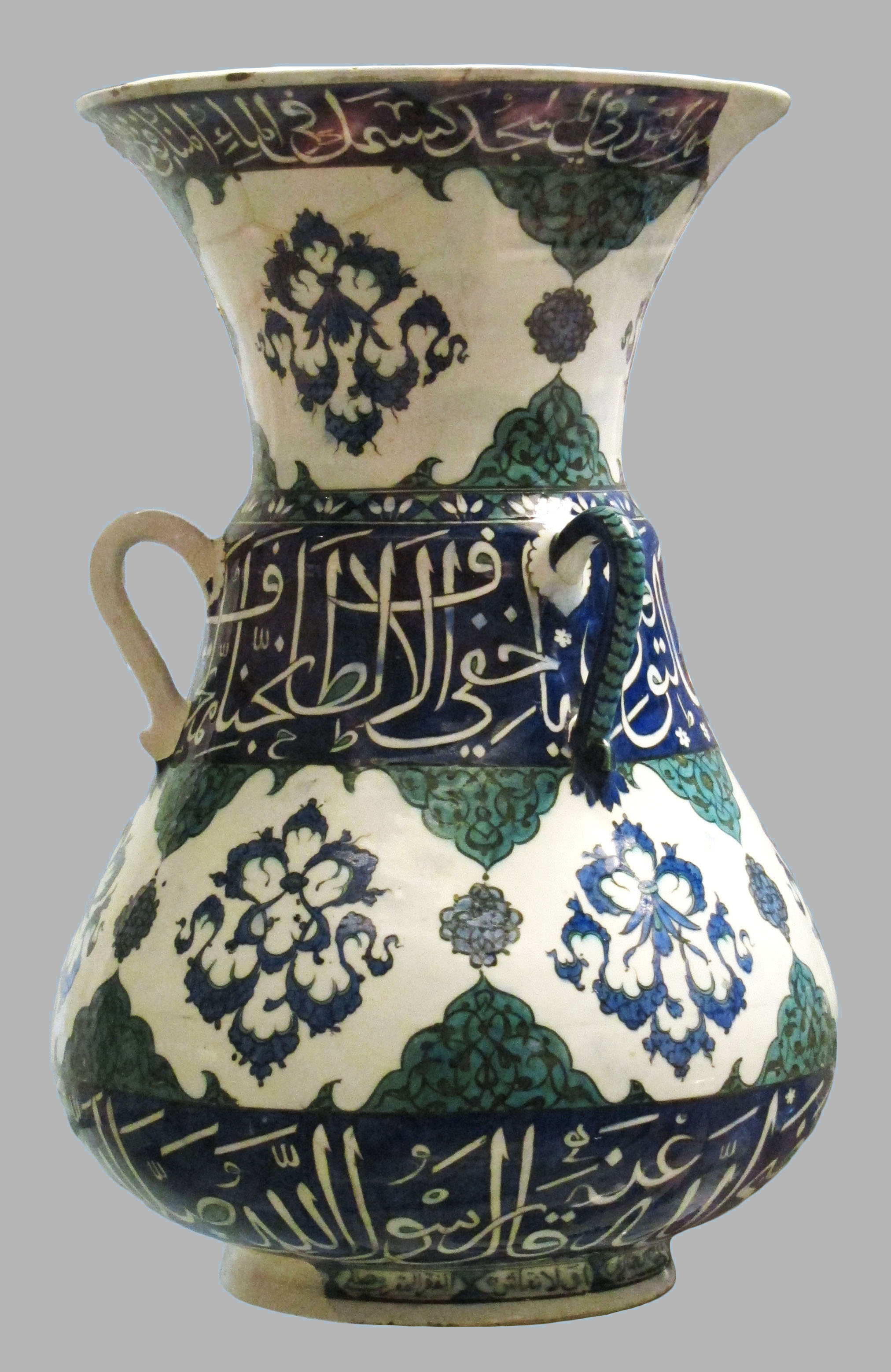
Ceramiczna lampa w kształcie dzbana, malowana podszkliwnie, wyprodukowana na potrzeby ponownego wyposażenia Kopuły na Skale. İznik, 1549. Muzeum Brytyjskie

O ile urzędy wezyra, sandżakbeja i bejlerbeja były w tym okresie w zasadzie zastrzeżone dla niewolników sułtana, to inaczej rzecz miała się z pozostałymi stanowiskami w administracji, które zazwyczaj były zajmowane przez muzułmańskich absolwentów medres. Muzułmaninem z pochodzenia był z reguły m.in. skarbnik (defterdar), którego znaczenie stopniowo wzrastało w XVI wieku. Spośród absolwentów medres rekrutowali się także sędziowie (kadi), którzy podlegali władzy dwóch najwyższych sędziów imperium (kadiasker), jednego dla Rumelii i drugiego dla Anatolii. „Pod wieloma względami sędziowie byli najważniejszymi osobami w administracji imperium”. Nie tylko rozstrzygali oni legalne spory wymagające arbitrażu, ale także prowadzili działalność notarialną, odnotowując sprzedaż własności, małżeństwa, spadkobranie i inne przyziemne, lecz ważne czynności. Na zlecenie sułtana wykonywali także inne administracyjne obowiązki, a wraz z urzędnikami podlegających im sądów stanowili przeciwwagę dla władzy namiestników prowincji i innych lokalnych urzędników. Ważnym zjawiskiem do którego doszło w XVI wieku był wzrost pozycji muftiego Stambułu, którego zaczęto wówczas nazywać także şeyhülislam. Chociaż nie miał on władzy wykonawczej i nie zasiadał w radzie (dywanie) sułtana, to zgodnie z muzułmańską teorią prawa był pośrednikiem pomiędzy prawem bożym a codziennymi sprawami doczesnego świata. Ważniejszy dla jego wyniesienia być może okazał się jednak osobisty prestiż jakim cieszyli się sprawujący ten urząd Kemalpaşazâde (mufti 1525 – 1534) i Ebussuûd Efendi (mufti 1545 – 1574). Mufti Stambułu stał się najwyższym prawnym autorytetem imperium, którego głównym zadaniem było wydawanie fatw rozstrzygających problemy związane z interpretacją szariatu.
Szariat nie był jedynym źródłem prawa w imperium – oprócz niego istniało jeszcze kanun, prawo sułtańskie, regulujące przede wszystkim kwestie prawa publicznego i administracyjnego. Kanun miał pierwotnie postać sułtańskich fermanów, wydawanych w określonych sytuacjach, i ciągle rosnący zbiór takich konkretnych rozstrzygnięć miał pozostać jego lwią częścią. Inną kategorię stanowiły edykty dotyczące określonego regionu lub grupy społecznej. Powstanie tego rodzaju przepisów kanunu wiązało się często z osmańską praktyką spisywania praw i zwyczajów obowiązujących w nowo podbitym terytorium, które były uchylane tylko w razie wyraźnej sprzeczności z szariatem lub ogólnymi zasadami osmańskiego prawa. Kanunname danego sandżaku zawierało także spis podatkowy oraz prawa i obowiązki miejscowych timariotów i râya. Ten spis pozwalał na stwierdzenie przed każdą kampanią czy sandżakbej przyprowadził ze sobą przepisaną prawem liczbę timariotów i tym samym uniemożliwiał zagarnianie ich ziemi na rzecz prywatnego majątku lokalnych możnowładców. Oprócz tych zbiorów istniało jeszcze Kanun-i osmani, zawierające ogólne przepisy odnoszące się do całego państwa. Pierwsze kodyfikacje kanunu pojawiły się pod koniec XV wieku i kolejne kompilacje były wydawane w XVI wieku. W tradycji osmańskiej Sulejman nosi przydomek „Kanuni” – „Prawodawca”. Prawo imperium osmańskiego było pluralistyczne także dlatego, że w zgodzie z muzułmańską tradycją członkowie każdej religijnej społeczności (np. prawosławni chrześcijanie) – mieli prawo do samodzielnego rozstrzygania spraw pomiędzy sobą. Poza tym w państwie Osmanów dominowała hanaficka szkoła prawa i każdy, niezależnie od swojej religii, miał prawo do wniesienia sprawy przed sąd tej szkoły. Tym samym sprawy pomiędzy muzułmanami a niemuzułmanami były rozstrzygane zgodnie z zasadami hanafickimi.
Podboje Selima wyznaczają początek nowej epoki w dziejach Osmanów, odtąd bowiem nie byli oni już pograniczną turecką dynastią, ale panowali nad samym centrum świata muzułmańskiego, co wiązało się ze wzrastającą rolą islamu jako źródła legitymizacji władzy oraz osłabieniem elementu czysto tureckiego na rzecz wpływów arabskich i perskich. W XV wieku Osmanowie uzasadniali swoje prawa do tronu za pomocą zakorzenionych w tureckiej tradycji i ludowej wersji islamu opowieści, zgodnie z którymi ostatni sułtan Seldżuków mianował pierwszego sułtana Osmanów swoim prawnym następcą, ten zaś miał wywodzić się od legendarnego przodka zachodnich Turków, Oguz-chana, i pojąć za żonę córkę derwisza. Rywalizacja z szyickimi Safawidami oraz rozszerzenie osmańskiego panowania na większość Bliskiego Wschodu doprowadziły do zwrócenia się Osmanów ku bardziej uniwersalistycznej wersji sunnizmu. Podporządkowanie sobie Mekki i Medyny pozwoliło sułtanom na przyjęcie tytułu „Sługi Dwóch Świątyń”, zaś w 1537 wydano dekret nakazujący budowę meczetu w każdej wiosce. Najbardziej monumentalnym wyrazem coraz głębszego utożsamiania się z sunnicką ortodoksją były wspaniałe meczety stawiane przez kolejnych sułtanów od Mehmeda II aż po Sulejmana, które zdominowały krajobraz stolicy. Dzięki podbojom imperium stało się także centrum międzynarodowej społeczności muzułmańskich ulemów, których wpływy ciągle wzrastały.

## Kryzys i dominacja wielkich rodów

### Kryzys gospodarczy i przeobrażenia systemu podatkowego

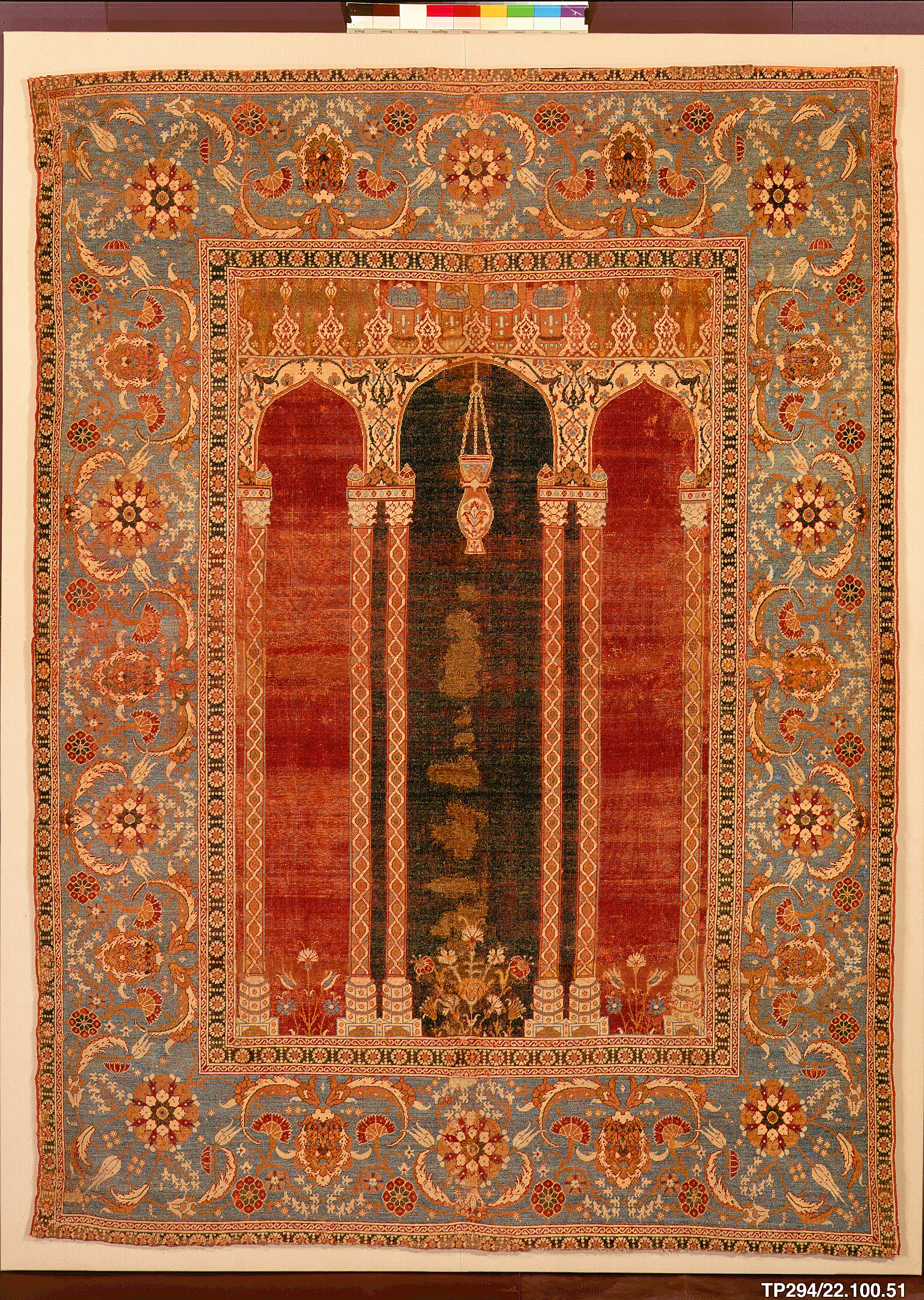
Dywan modlitewny z kolekcji J.F. Ballarda, wyprodukowany ok. 1575 – 1590, prawdopodobnie w Stambule. Wisząca lampa nawiązuje do słynnego „Wersetu Światła” (Koran, XXIV, 35). Metropolitan Museum of Art

Klęska pod Lepanto i śmierć wielkiego wezyra Mehmeda Sokollu są tradycyjnie uważane za początek końca złotego wieku Imperium Osmańskiego. Kryzys, który nadszedł niedługo potem, nie może być jednak wiązany z jedną militarną porażką i śmiercią jednego męża stanu, jakkolwiek dotkliwe byłyby te zdarzenia. Miał on wymiar strukturalny i był związany z fundamentalnymi społeczno-gospodarczymi przemianami w imperium i jego otoczeniu. Jak już pisaliśmy, gdy Selim pokonał Mameluków i Safawidów przejął jedne z najważniejszych szlaków handlowych na świecie, stanowiące zachodni kraniec tzw. jedwabnego szlaku, którym od stuleci krążyły dobra wymieniane pomiędzy Indiami i Azją Wschodnią a Europą. Ustanowienie europejskiej żeglugi na Oceanie Indyjskim sprawiło jednak, że coraz większa część tego handlu pomijała Bliski Wschód, obierała zaś drogę dookoła Afryki. Imperium Osmańskie z państwa zajmującego samo centrum światowego handlu stało się terytorium położonym na jego obrzeżach, odciętym od najważniejszych szlaków żeglugowych przebiegających przez Atlantyk i Ocean Indyjski. Ponadto wspomniane powyżej rosyjskie podboje doprowadziły do przejęcia przez Moskwę tradycyjnych szlaków handlowych łączących Europę z Azją Środkową i nawet Iran pod rządami Abbasa I (1588 – 1629) zaczął prowadzić handel bezpośrednio z Europą poprzez port Bandar-e Abbas, pomijając osmańskie pośrednictwo.

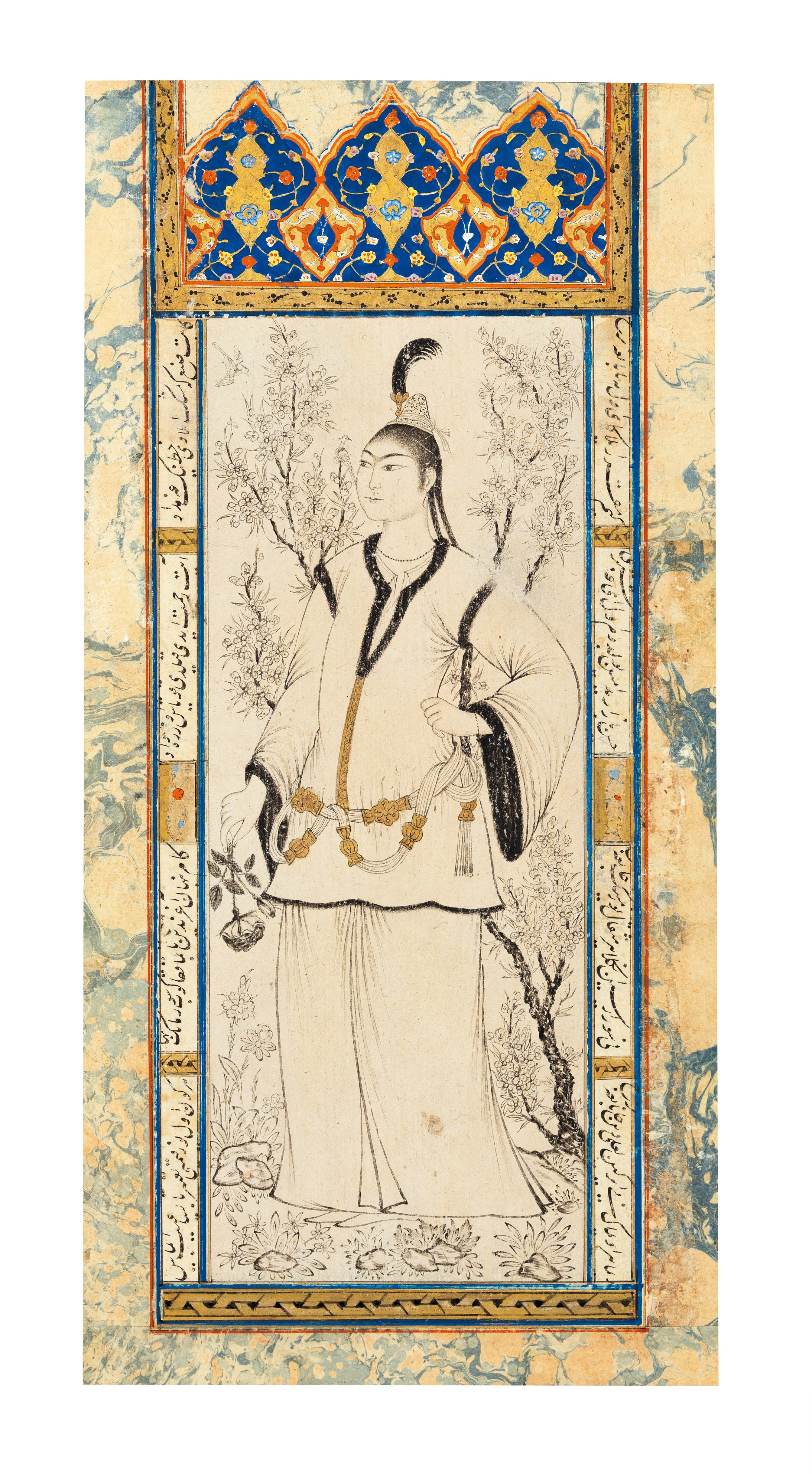
Portret kobiety. Veli Can albo inny artysta z jego kręgu, ok. 1585. Muzeum Sadberk Hanım

Osmanowie zostali odcięci od Oceanu Indyjskiego, ponieważ ich flota nie stanowiła już równorzędnego przeciwnika dla sił Europejczyków. Klęska pod Lepanto oznaczała ostateczne wycofanie się osmańskiej marynarki także z zachodniej części Morza Śródziemnego i utratę kontroli nad Maghrebem, nawet jeśli władcy Trypolitanii, Tunisu i Algieru nadal nominalnie uznawali zwierzchność sułtana. Ich siły morskie nie stanowiły już jednak integralnej części osmańskiej floty, lecz przeszły na samodzielną działalność korsarską. Utratę dochodów z handlu przyprawami z Azji zrekompensował rozwijający się od drugiej połowy XVI wieku handel kawą z Jemenu. Upadek osmańskiej marynarki miał jednak konsekwencje także dla floty handlowej, ponieważ zaczęła być ona wypierana przez statki europejskie, lepiej chronione przed atakami joannitów oraz angielskich i holenderskich piratów, którzy zaczęli zagrażać komunikacji we wschodniej części Morza Śródziemnego. Niebezpieczne stało się nawet Morze Czarne, gdzie działali Kozacy zaporoscy.
Zasady handlu pomiędzy Europejczykami a imperium regulowały tzw. kapitulacje, w ramach których Osmanowie przyznali obcym kupcom liczne przywileje, dążąc przede wszystkim do zaopatrzenia rynku w odpowiednią ilość towarów. W rezultacie stopniowo Europejczycy zaczęli obsługiwać także coraz większą część wewnętrznego handlu imperium, a wielu jego poddanych starało się uzyskać prawdziwe lub fikcyjne zatrudnienie w europejskich placówkach dyplomatycznych, co gwarantowało dostęp do podatkowych i handlowych przywilejów. Szczególną rolę odegrali tutaj osmańscy chrześcijanie, którzy w XVII wieku zaczęli odgrywać coraz większą rolę w handlu imperium, korzystając ze swoich powiązań z europejskimi kupcami. W Stambule powstała nowa grecka arystokracja, nazywana fanariotami, która miała liczne powiązania z elitami Osmanów oraz chrześcijańskich księstw naddunajskich. Chociaż fanarioci zawdzięczali swoje wpływy przede wszystkim pośrednictwu w handlu chrześcijańskich mocarstw z imperium, to zaalarmowani agresywnymi działaniami katolickich misjonarzy byli jednocześnie antypapiescy. W uformowaniu nowej antykatolickiej ortodoksji szczególną rolę odegrał patriarcha Cyryl Lukaris (zm. 1638) i to ostateczne zerwanie prawosławnych z Rzymem pośrednio wzmocniło imperium.
Inną konsekwencją wielkich odkryć geograficznych był napływ gigantycznych ilości srebra z hiszpańskiej Ameryki, co doprowadziło do dramatycznego obniżenia wartości osmańskiej srebrnej monety, akçe. W 1534 roku dochód centralnego skarbca osiągnął pięć milionów złotych dukatów, lecz w 1591 suma ta była warta jedynie połowę swojej dawnej wartości, ponieważ podatki w większości były pobierane w akçe. Wartość wynagrodzeń żołnierzy kapıkulu, państwowych urzędników oraz dochody timariotów systematycznie spadały, zaś w rezultacie w miejsce dawnej dyscypliny i oddania rozpowszechniała się wśród nich coraz większa niechęć do państwowej służby oraz szerzyło się łapownictwo i sprzeniewierzenia. Chcąc jakoś zaradzić sytuacji rząd uciekał się do drastycznych środków, takich jak psucie monety, co jednak tylko pogarszało sytuację. Pomimo kilku reform monetarnych ostatecznie w XVII i XVIII wieku akçe zdewaluowało się do tego stopnia, że znikło z rynku i pozostało jedynie monetą rachunkową.
Jednym ze sposobów na poradzenie sobie z ciągle powiększającym się deficytem budżetu było również podwyższanie podatków. W trakcie wojny z Austrią w latach 1593–1606 wymiar cizye zwiększył się cztero- lub pięciokrotnie, lecz dochody wciąż były niewystarczające. Nadzwyczajne podatki avarız zostały podniesione i przekształcone w regularne roczne należności, płatne w gotówce. Wiele podatków płatnych w naturze nie tylko podniesiono, ale zamieniono na podatki pieniężne, które odtąd stały się głównym źródłem dochodów państwa. Było to posunięcie pod pewnymi względami postępowe, ale wiązało się z rosnącym obciążeniem fiskalnym, zwłaszcza chrześcijan, które zaczęło budzić ogólne niezadowolenie.
Stopniowo powszechną praktyką stała się również dzierżawa podatków (iltizam). Dzierżawca podatkowy (multazim) zobowiązywał się zapłacić określoną sumę pieniędzy z góry w zamian za prawo do ściągania podatków z określonego źródła. Każda suma, którą ściągnął powyżej zapłaconej państwu kwoty, była jego zyskiem. Z punktu widzenia skarbu państwa ten system miał tę zaletę, że gwarantował natychmiastowy dostęp do gotówki. Na dłuższą metę jego oczywistą wadą był jednak fakt, że dzierżawca podatkowy, posiadający krótkoterminową umowę (zazwyczaj na okres trzech lat), nie był zainteresowany utrzymaniem produktywności powierzonego mu źródła podatków, a znaczna część nałożonych obciążeń z założenia nigdy nie docierała do skarbu. Rosnące obciążenia podatkowe stworzyły podatny grunt dla lokalnych rebelii, zaś seria złych zbiorów około 1600 roku jeszcze pogorszyła sytuację. W rezultacie na przełomie XVI i XVII wieku Anatolia stała się ogniskiem działań zbrojnych band zwanych celalî, z którymi nie mogły poradzić sobie siły rządowe.

### Wojny przełomu XVI i XVII stulecia, rebelie celalî i zmiany w osmańskiej armii

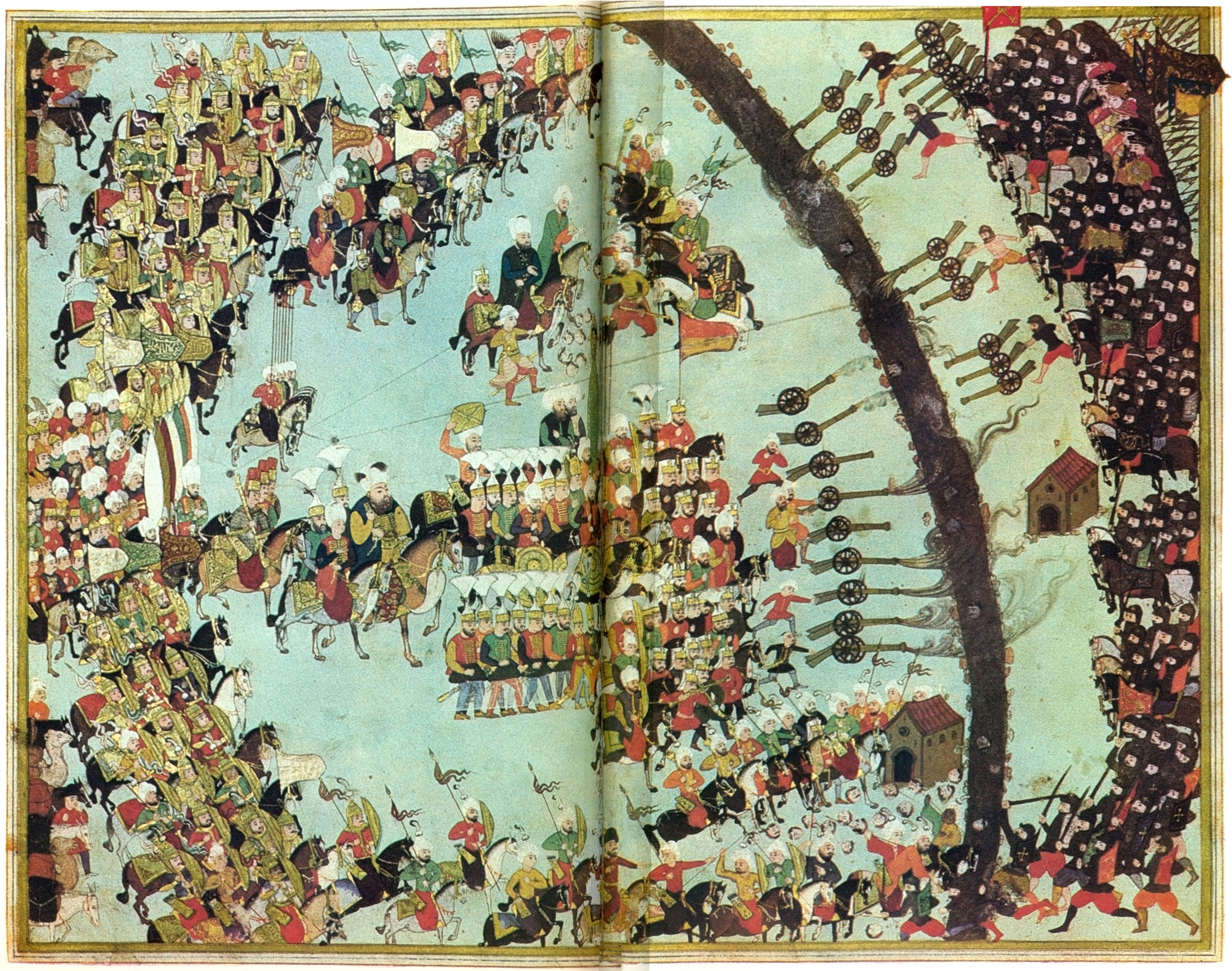
Bitwa pod Mezőkeresztes. Ilustracja do Eğri fetihnamesi Talikizade autorstwa Nakkaşa Hasana. Rok 1596/1597. Biblioteka Pałacu Topkapı

Niemożność stłumienia rebelii celalî była jednym z widomych świadectw upadku osmańskiej armii. Wojna z Safawidami, jaka toczyła się w latach 1578–1590, zakończyła się zwycięstwem Osmanów i zajęciem przez nich Kaukazu, Azerbejdżanu i zachodniego Iranu aż do Nahawandu. Te sukcesy były jednak w dużej mierze rezultatem zaabsorbowania szacha Abbasa I walkami z chanem Buchary Abdullahem II (1557 – 1598) i w latach 1603–1606 odbił on utracone terytoria, wykorzystując zaangażowanie Osmanów w wojnę z Austrią (1593 – 1606). To w trakcie tego ostatniego konfliktu Osmanowie zetknęli się z nowym sposobem prowadzenia wojny, wykorzystującym fortyfikacje polowe oraz współdziałanie pikinierów z muszkieterami. Pomimo zwycięstwa pod Mezőkeresztes w 1596 kolejne walki dobitnie pokazały, że nadal polegająca głównie na timariockiej kawalerii osmańska armia ma poważne trudności w starciu z tak zorganizowanymi oddziałami i „era osmańskiej militarnej supremacji nad europejskimi przeciwnikami dobiegła końca”. Wojna ostatecznie pozostała nierozstrzygnięta, jednak kończący ją traktat w Zsitvatörök z 1606 przewidywał zwolnienie Habsburgów z płaconego dotychczas Osmanom trybutu.
Ogromne koszty długoletnich wojen z Iranem i Austrią były istotną przyczyną rosnącej presji podatkowej państwa, co doprowadziło do rebelii celalî. Doświadczenia z wojny z Austrią oraz klęski poniesione w walce z nowo sformowanym przez Abbasa korpusem muszkieterów zmusiły osmański rząd do podjęcia prób zreformowania armii. Zwiększono ponad dwukrotnie liczbę janczarów zaś szeregi piechoty wzmocniono także zatrudniając ochotników, potrafiących posługiwać się bronią palną, których nazywano sejmenami. Jednocześnie ponieważ kawaleria nie była już tak potrzebna jak dawniej, a trzeba było znaleźć pieniądze na utrzymanie dodatkowych piechurów, wiele timarów zamieniono w dzierżawy podatkowe. Ubocznym skutkiem tych reform była utrata przez korpus janczarów elitarnego charakteru. Zostało do niego dopuszczonych wielu rdzennych Turków, co osłabiło znaczenie devşirme. Sejmenowie rekrutowali się spośród râya, którzy przeniknęli także w szeregi timariotów, i to złamanie fundamentalnej dla całego ustroju zasady monopolu askerî na służbę sułtanowi przez ówczesnych osmańskich komentatorów było uważane za główną przyczynę zmierzchu imperium.
To właśnie wywodzący się z chłopstwa sejmenowie, którzy po zakończonej kampanii tracili zatrudnienie w armii, tworzyli trzon rebelii celalî. Chcąc z nią walczyć, rząd centralny przyznał bejlerbejom prawo do samodzielnego ściągania lokalnych podatków, z których miały być opłacane oddziały sejmenów, oraz zezwolił miejscowej ludności na formowanie milicji. Te posunięcia doprowadziły jednak tylko do dalszej anarchizacji Anatolii, bowiem zarówno oddziały sejmenów na żołdzie bejlerbejów, z reguły nieregularnie opłacane, jak i lokalne milicje, często przechodziły na stronę rebeliantów. W trakcie rebelii zaczęto także rozlokowywać garnizony w prowincjonalnych miastach. Ci żołnierze, nawet jeśli formalnie byli zaliczani do janczarów, otrzymywali wyjątkowo niski żołd i utrzymywali się z handlu lub wykonywania innych zawodów. W ich szeregi zaczęli też przenikać rzemieślnicy, chcący skorzystać z przysługujących sługom państwa zwolnień podatkowych. W rezultacie większość oddziałów wojska zaczęła przypominać raczej miejską milicję, niż regularną armię, chociaż część z tych żołnierzy regularnie zasilała wojska sułtana.
W 1602 wojska rządowe pokonały najważniejszego przywódcę celalî Karayazıcıego, rebelia jednak wybuchła z nową siłą, gdy w 1605 bunt podniósł przywódca kurdyjskiego klanu z Kilis Dżanbulat Ali Pasza. Dopiero w 1607 został on pokonany przez wielkiego wezyra Murada Paszę i ostatecznie w 1610 stracony. Walki z rebeliantami uniemożliwiły Osmanom zmobilizowanie pełni sił przeciwko szachowi Abbasowi, który tymczasem odnosił kolejne sukcesy na wschodzie. Najważniejszym wydarzeniem panowania Osmana II (1618–1622) była wojna z Polską (1620–1621), jednak planowana osmańska inwazja została powstrzymana pod Chocimiem. Rok później sułtan został zamordowany przez janczarów, co stanowiło „zanegowanie świętego charakteru władcy, centralnego dla osmańskiego sułtanatu co najmniej od czasów Mehmeda Zdobywcy”.

### Ewolucja instytucji sułtanatu i dominacja wielkich rodów

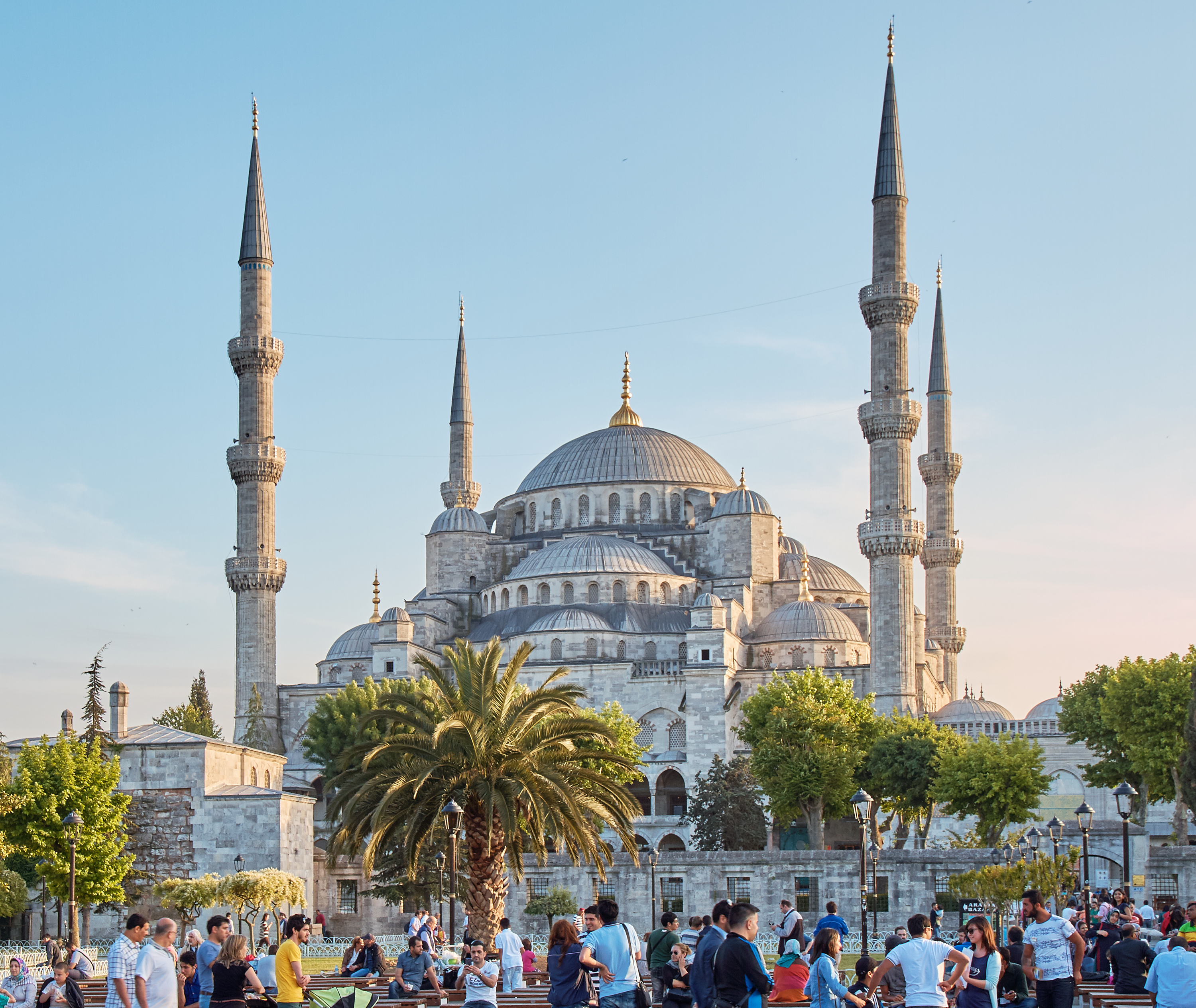
Błękitny Meczet w Stambule wzniesiony na polecenie Ahmeda I (1603–1617), pod nadzorem sułtańskiego architekta Mehmeda Aği

Od samego początku dynastii za główne zadanie sułtana uważano osobiste przewodzenie armii i jeszcze Sulejman jadał regularnie w obecności swoich żołnierzy, demonstrując w ten sposób swoje zdrowie i gotowość do walki. W ostatnich latach Sulejmana zaczął jednak pojawiać się nowy styl życia pałacowego, zgodnie z którym odosobnienie władcy i fakt, iż rzadko przemawiał publicznie, zaczęto uważać za oznakę jego wyjątkowej godności. Od czasu Selima II sułtani przestali wyruszać na wojnę. W sytuacji gdy rubieże imperium stały się bardzo odległe od jego centrum, wojny przewlekłe, a zarządzanie państwem coraz bardziej skomplikowane, pozostawanie władcy wraz z jego rządem poza stolicą przez dłuższy czas zaczęło być coraz bardziej problematyczne. Niemniej poddani Osmanów nadal nadawali obecności sułtana na polu bitwy wymiar totemiczny i przykładowo uważano, że zwycięstwo pod Mezőkeresztes w 1596 odniesiono ponieważ Mehmed III (1595 – 1603) zdecydował się osobiście stanąć na czele armii. Tradycyjnie obok wojny innym sposobem w który sułtan uzasadniał swoje prawo do władzy były pobożne fundacje. Jednak gdy w 1616 ukończono Błękitny Meczet wzniesiony na polecenie Ahmeda I (1603–1617), który wpisywał się w tradycję wcześniejszych „sułtańskich” meczetów, podniosły się głosy, że Ahmed nie miał prawa stawiać budowli tego typu, w przeciwieństwie do swoich poprzedników nie odniósł bowiem żadnego wielkiego zwycięstwa nad niewiernymi.
Odkąd sułtani przestali udawać się na wojnę wraz ze swoim wojskiem pojawiali się publicznie jedynie przy okazjach ceremonialnych. W trakcie panowania Murada III (1574 – 1595) pojawiła się tendencja do komunikowania się z wielkim wezyrem i innymi urzędnikami raczej za pomocą pism, niż osobiście. Murad III był także ostatnim sułtanem, który przed objęciem tronu zarządzał jedną z prowincji. Aż do czasów Sulejmana konkubinę, która urodziła sułtańskiego syna, posyłano wraz z dzieckiem do prowincjonalnego pałacu, gdzie potencjalny następca tronu mógł w praktyce uczyć się sztuki rządzenia. Czasami pomiędzy osmańskimi książętami panującymi w różnych prowincjach Anatolii wybuchały wojny o sukcesję – tak stało się po uwięzieniu Bajezida I przez Timura, po śmierci Mehmeda II i gdy Selim Groźny wystąpił przeciwko swojemu ojcu i braciom. Sulejman jednak, ponieważ chciał zatrzymać swoją konkubinę Hürrem przy sobie, położył kres temu zwyczajowi. Selim II i Murad III wysłali do prowincji jedynie swoich najstarszych synów, zaś Mehmed III zgładził swoich dziewiętnastu braci i zaprzestał praktyki nadawania osmańskim książętom namiestnictwa prowincji. Odtąd wychowywali się oni w odosobnieniu pałacu i albo obejmowali tron jako małe dzieci, albo mieli szereg mentalnych problemów związanych ze swoim szczególnym dzieciństwem.
Decyzja Sulejmana by nie tylko nie oddalić Hürrem po urodzeniu syna, ale uczynić ją swoją oficjalną małżonką i spłodzić z nią kolejnych synów ustanowiła także precedens dla silnej pozycji sułtańskich matek (Valide Sultan), takich jak Kösem i Hatice Turhan, które za nominalnych rządów swoich małoletnich synów sprawowały faktyczne regencje. Mizoginistycznie nastawiona elita imperium uważała „sułtanat kobiet” za główną przyczynę jego nieszczęść. Ponieważ sułtan rezydował teraz w wewnętrznej części pałacu nie dało się jednak rządzić państwem bez posiadania wpływów w haremie, tylko ludzie stamtąd mieli bowiem stały dostęp do władcy.

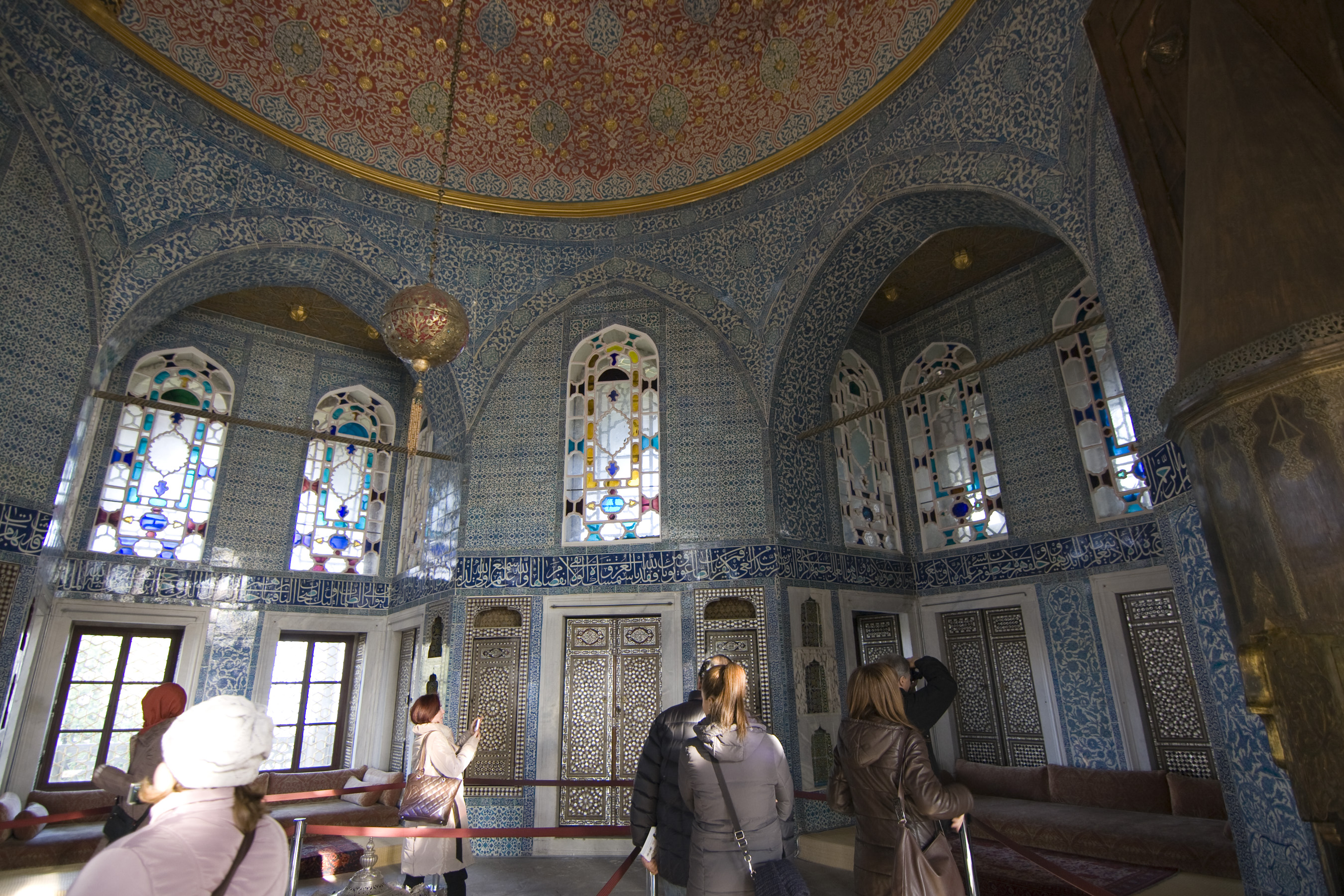
Wnętrze Pawilonu Bagdadzkiego wzniesionego w latach 1638–1639 w ogrodzie Pałacu Topkapı dla uczczenia zwycięstwa Murada IV (1623–1640) pod Bagdadem

Zamknięcie się sułtana w pałacu sprawiło, że faktycznie większą niż on rolę w rządzeniu państwem zaczęli odgrywać wielcy wezyrowie. Pierwszym wielkim wezyrem, który przyćmił swojego sułtana był wspomniany już Mehmed Sokollu Pasza sprawujący faktyczne rządy za panowania Selima II. Podobną rolę odgrywali Sinan Pasza za Mehmeda III, oraz Murad Pasza i Halil Pasza za Ahmeda I oraz Osmana II. Główną rolę w rządzeniu imperium nie odgrywał już sułtan i jego niewolnicy, ale wielkie rody, spośród których rekrutowali się wielcy wezyrowie, podobnie jak ród panujący posiadające swoich służących-niewolników, własne oddziały wojska oraz terytoria, z których pobierały podatki, z racji sprawowania urzędu namiestnika prowincji bądź dzierżawy podatków. Rekrutacja części armii z zaciągów czynionych przez owe wielkie rody odciążała budżet państwa, lecz razem z innymi opisanymi powyżej zjawiskami sprawiała, że nowe imperium było o wiele bardziej zdecentralizowanym tworem niż jego dawne wcielenie.
Zamordowanie Osmana II przez janczarów obawiających się utraty swojej uprzywilejowanej pozycji w wyniku planowanych reform było jaskrawym świadectwem upadku prestiżu sułtanatu. Na tron wstąpił 10-letni Murad IV (1623 – 1640), jednak faktyczną władzę w państwie sprawowała jego matka, Kösem. Na wieść o śmierci Osmana II rewoltę podniósł namiestnik Erzurum, Abazy Pasza, który w latach 1623–1628 kontrolował wschodnią Anatolię. Sytuację wykorzystał szach Abbas, który w 1623 zajął Bagdad. Po dojściu do pełnoletniości, dążąc do przywrócenia kontroli rządu centralnego, Murad IV zaprowadził rządy terroru, w czym pomógł mu sojusz z ultrakonserwatywnym ruchem ulemów zwanym kadizadeliler, postulującym odrzucenie wszelkich zwyczajów, które narosły w muzułmańskiej społeczności od czasów Mahometa. Głównym celem Murada było odzyskanie terytoriów utraconych na rzecz Safawidów. W 1633 pokonał on emira Fachr ad-Dina II (zm. 1635), który w międzyczasie utworzył w Libanie na wpół niezależne państwo, i dzięki temu zwycięstwu mając zabezpieczone tyły swojej armii następnie w dwóch kampaniach odzyskał Erywań i Bagdad z rąk Persów, co potwierdził traktat z Kasr-e Szirin zawarty w 1639. Murad IV był ostatnim sułtanem postępującym zgodnie ze starym wojskowym etosem dynastii, regularnie stając na czele armii.
Następcą Murada IV został jego brat, Ibrahim I (1640 – 1648), który po latach zamknięcia w odosobnionej części pałacu cierpiał na wiele zarówno fizycznych, jak i psychicznych dolegliwości. Pomimo to pierwsze cztery lata jego panowania były pomyślne, ponieważ faktyczna władza pozostała w rękach wielkiego wezyra jego poprzednika, zdolnego Kemankeş Kara Mustafy Paszy. W roku 1644 sułtan nakazał jednak zgładzić Mustafę Paszę, który naraził się jego matce Kösem, i imperium zaczęło być rządzone przez koterie haremu oraz coraz bardziej chorego i nieprzewidywalnego sułtana. Sytuację pogarszała jeszcze wojna z Wenecją, która wybuchła w roku 1645, i rychło zmusiła rząd do nałożenia nowych podatków oraz doprowadziła do ekonomicznych trudności w związku z blokadą Dardaneli. Ostatecznie w spisek mający usunąć Ibrahima została zaangażowana nawet jego matka i został on zabity przez janczarów. To morderstwo uprawomocniła fatwa wydana przez şeyhülislam.
W chwili objęcia tronu syn Ibrahima, Mehmed IV (1648 – 1687), miał zaledwie cztery lata, i rychło wybuchła walka o władzę pomiędzy stronnictwami jego babki, Kösem, i matki, Hatice Turhan. Z tej rywalizacji zwycięsko wyszła ta ostatnia, Kösem zginęła bowiem w 1651 w trakcie buntu janczarów. Były to lata wielkiej wewnętrznej niestabilności, spowodowanej zarówno walkami pałacowych frakcji, jak i ekonomicznymi kosztami wojny z Wenecją oraz kolejnymi plagami i kiepskimi zbiorami. W tym czasie w Stambule wybuchły przynajmniej cztery większe rebelie i zmieniło się nie mniej niż trzynastu kolejnych wielkich wezyrów. Następna rewolta w 1656 zmusiła Hatice Turhan do przekazania w ręce nowego wielkiego wezyra, Mehmeda Köprülü, całej realnej, a nie tylko nominalnej władzy. Jego głównym zadaniem miało być zapanowanie nad pogłębiającą się anarchią. W ten sposób rozpoczęła się trwająca niemal pół wieku dominacja Köprülü, najważniejszego rodu wielkich wezyrów w historii imperium.

### Rządy rodu Köprülü i wojna z Ligą Świętą

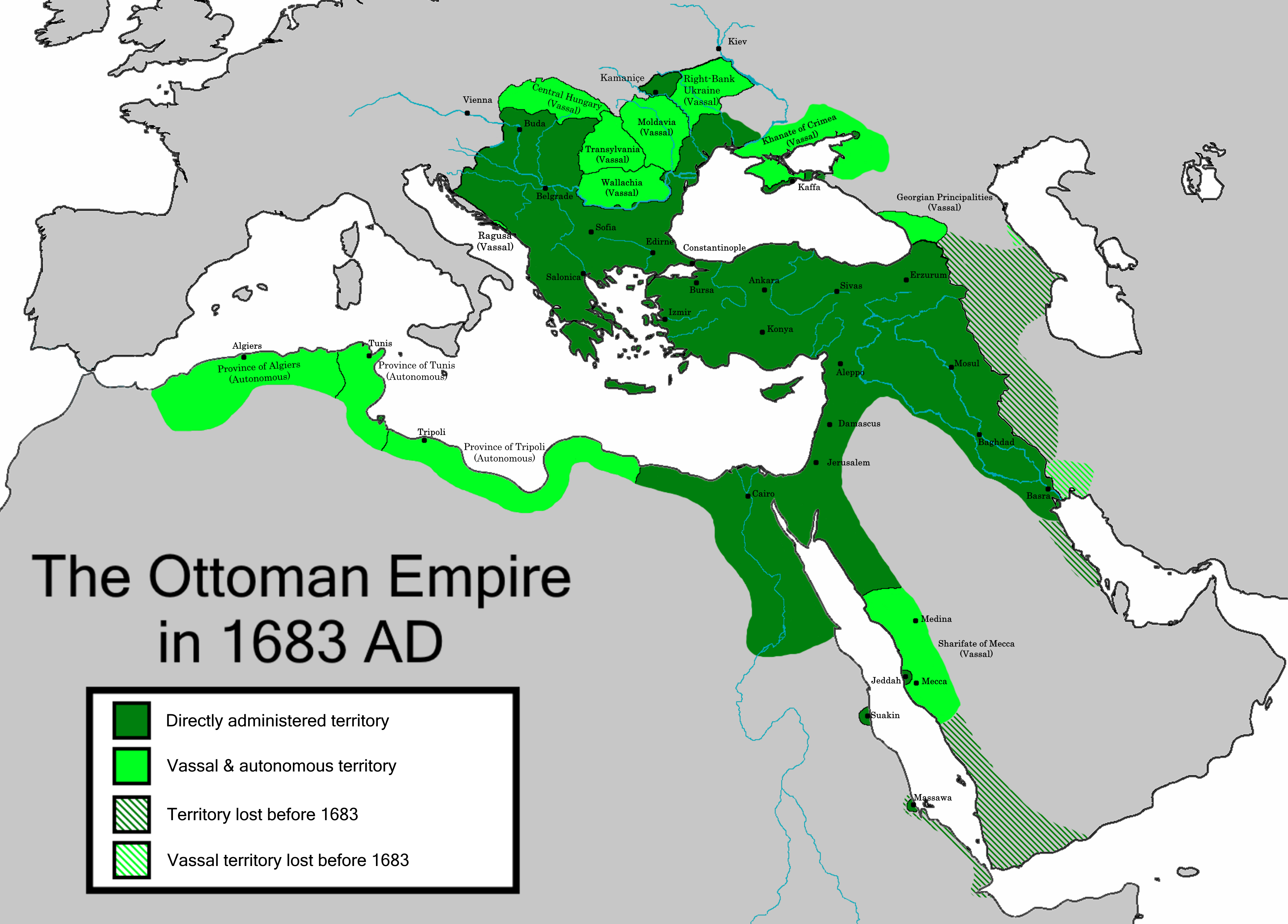
Imperium Osmańskie w roku 1683

Mehmed Köprülü z niezwykłą energią przystąpił do zwalczania wszelkich antypaństwowych elementów, bez litości skazując na śmierć lub wygnanie aktualnych bądź potencjalnych wichrzycieli, a także niezdyscyplinowanych żołnierzy. W 1657 udało mu się także zakończyć wenecką blokadę Dardaneli. Jego krwawe rządy wywołały jednak niezadowolenie na prowincji i doszło do buntów w Damaszku, Kairze, Antalyi i najpoważniejszego, w Aleppo, gdzie namiestnikiem był Abaza Hasan Pasza. Ostatecznie wszystkie te rewolty zostały jednak stłumione. W chwili śmierci Mehmeda Köprülü w 1661 państwo osmańskie cieszyło się wewnętrznym pokojem i zgodnie z jego wolą kolejnym wielkim wezyrem został jego syn, Fazıl Ahmed Pasza. Tym samym „po raz pierwszy w osmańskiej historii syn został następcą ojca na stanowisku wielkiego wezyra”.
Obalenie przez Osmanów prohabsburskiego księcia Siedmiogrodu Janosa Kemeny’ego (1661–1662) i ustanowienie nowym księciem Michała Apafiego (1661–1690) doprowadziło do wybuchu kolejnej wojny z Austrią. W 1663 Fazıl Ahmed zdobył Uyvar, uważany za ostatnią poważną przeszkodę na drodze do Wiednia, i ten osmański sukces doprowadził do uzyskania przez Austriaków wsparcia ze strony zaniepokojonego papiestwa, Hiszpanii, niektórych niemieckich książąt i Francji. W 1664 pochód Osmanów został powstrzymany w bitwie pod Szentgotthárd. Zawarty jeszcze w tym samym roku pokój w Vasvár potwierdzał zajęcie Uyvar przez Osmanów oraz ich wpływy w Siedmiogrodzie.
Po pokonaniu Habsburgów Fazıl Ahmed dążył do ostatecznego zakończenia wojny z Wenecją i po czterech latach walk w 1669 udało mu się zdobyć Kandię, główną wenecką twierdzę na Krecie. Zajęcie Krety przez Osmanów potwierdził zawarty w tym samym roku traktat pokojowy. Fazıl Ahmed zwrócił się teraz przeciwko Polsce, w 1672 zdobywając Kamieniec Podolski. Dalsze postępy Osmanów na tym teatrze wojennym zahamowało jednak zwycięstwo przyszłego króla Polski Jana Sobieskiego (1674 – 1696) pod Chocimiem w 1673. Kończący wojnę polsko-turecką rozejm w Żurawnie potwierdzał aneksję Podola przez Osmanów.

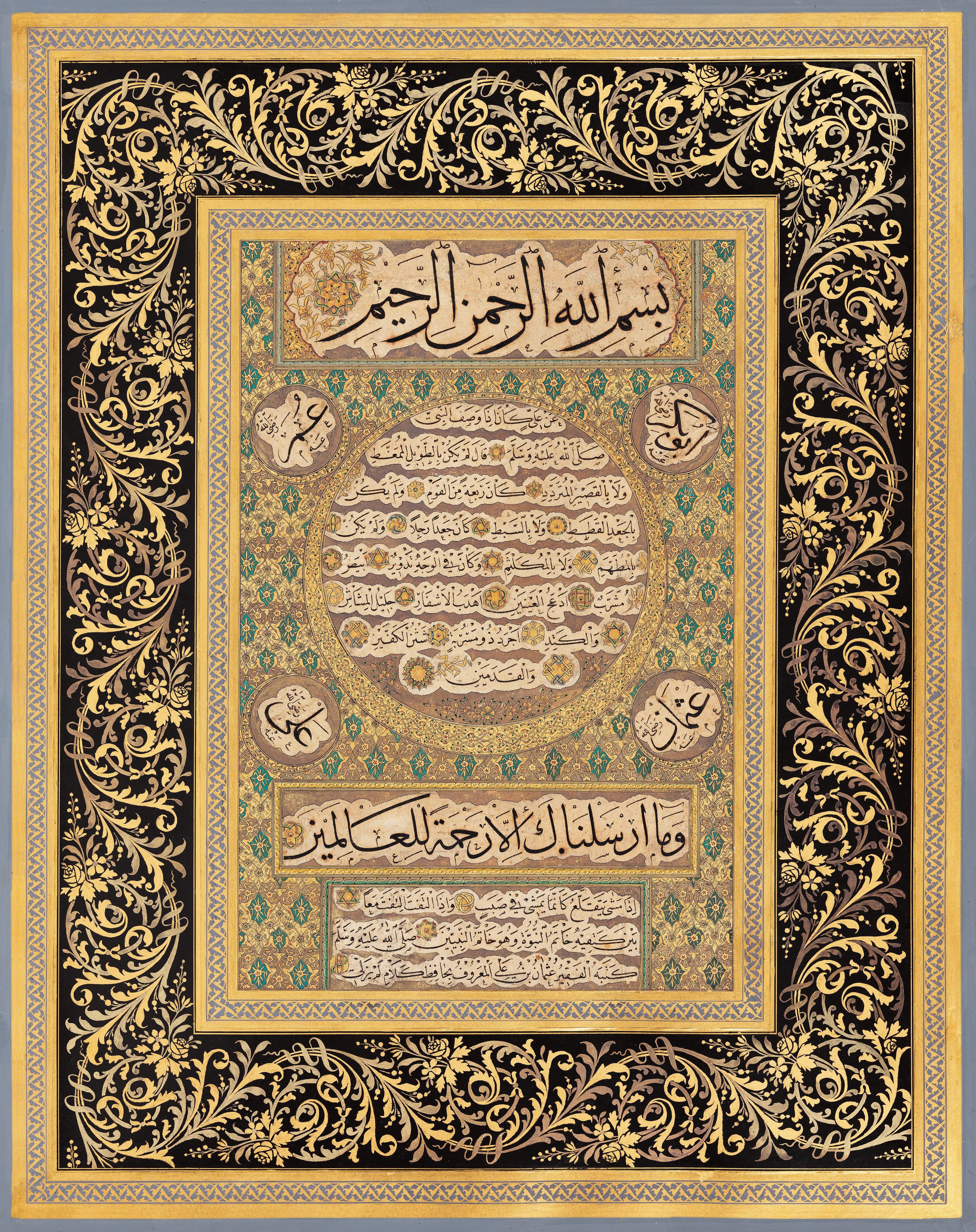
Hilye (opis Mahometa) Hafiza Osmana. Ok. 1670. Muzeum Sadberk Hanım

Fazıl Ahmed zmarł w 1676 a jego następcą został spowinowacony z Köprülü Kara Mustafa. W 1683, wykorzystując antyhabsburskie powstanie Imre Thökölyego na Węgrzech Kara Mustafa wyruszył przeciwko Austrii. Osmanowie byli o krok od zdobycia Wiednia, jednak 12 września zostali pokonani przez polsko-austriacko-niemiecką odsiecz. Kara Mustafa został zgładzony przez sułtana, który powołał na urząd wielkiego wezyra wrogiego Köprülü Kara Ibrahima. Pozycja samego Mehmeda IV zaczęła się jednak szybko pogarszać w wyniku klęsk jakie Osmanowie ponosili z nowo zawiązaną Ligą Świętą, do której oprócz Austrii należała także Polska, Rosja, Wenecja i Papiestwo. W 1686 Austriacy zajęli Budę, zaś ich zwycięstwo pod Nagyharsány w następnym roku przypieczętowało utratę Węgier przez Osmanów. Ogólne niezadowolenie wywołane tymi militarnymi klęskami doprowadziło do obalenia Mehmeda IV przez janczarów.
Następcą Mehmeda IV został jego brat Sulejman II (1687–1691), który w 1689 mianował wielkim wezyrem Fazıl Mustafę Paszę Köprülü. Fazıl Mustafa próbował przeprowadzić pewne reformy i uporządkować finanse państwa. Udało mu się odbić Nisz i Belgrad z rąk Habsburgów, w 1691 poniósł jednak katastrofalną klęskę w bitwie pod Slankamenem, w której zginął. W tym samym roku zmarł Sulejman II i na tron wstąpił kolejny syn Ibrahima, Ahmed II (1691 – 1695), którego panowanie było wypełnione porażkami z Austriakami. Syn Mehmeda IV Mustafa II (1695 – 1703), prawdopodobnie próbując ograniczyć wpływy Köprülü, pozwolił na zbudowanie sieci patronatu i założenie wielkiego rodu swojemu dawnemu nauczycielowi, Feyzullahowi Efendi, którego mianował şeyhülislam. Köprülü nadal pozostawali jednak najpotężniejszym rodem i w latach 1697 do 1702 wielkim wezyrem był ich kolejny przedstawiciel, Amcazade Köprülü Hüseyin Pasza.
W 1695 sułtan osobiście wyruszył przeciwko Habsburgom i pokonał ich siły w bitwie pod Lugos, w której zginął dowódca sił cesarskich w Siedmiogrodzie Federico Ambrosio Veterani. W 1696 Rosjanie zajęli jednak Azow, a w następnym roku Eugeniusz Sabaudzki pokonał Mustafę II w decydującej bitwie pod Zentą. Osmanowie byli zmuszeni rozpocząć negocjacje pokojowe i na podstawie traktatu zawartego w Karłowicach w 1699 zrzekali się Węgier i Siedmiogrodu na rzecz Habsburgów (chociaż zatrzymywali Banat), oddawali Polsce Podole oraz Wenecji Peloponez. W następnym roku zawarto także pokój z Rosją, na rzecz której Osmanowie zrzekli się Azowa.
Traktat w Karłowicach był postrzegany przez osmańską elitę jako upokarzający, a niechęć do sułtana wzbudzał także jego faworytyzm w stosunku do Feyzullaha Efendiego, który próbując budować własną potęgę naraził się zarówno wpływowym rodzinom ulemów, jak i wojskowym elitom. Dodatkowo rozeszły się pogłoski, że stolica ma być przeniesiona do Edirne, co zwróciło przeciwko władcy także stambulskich rzemieślników, obawiających się utraty dworskich zamówień. Zawiązał się spisek przeciwko Feyzullahowi Efendiemu i w 1703 bunt nieopłacanych żołnierzy w Stambule przerodził się w ogólną rebelię, która obaliła sułtana i doprowadziła do śmierci jego faworyta. Mustafa II został zmuszony do abdykacji na rzecz swojego brata, Ahmeda III (1703–1730).

### Wojny pierwszej połowy XVIII w.

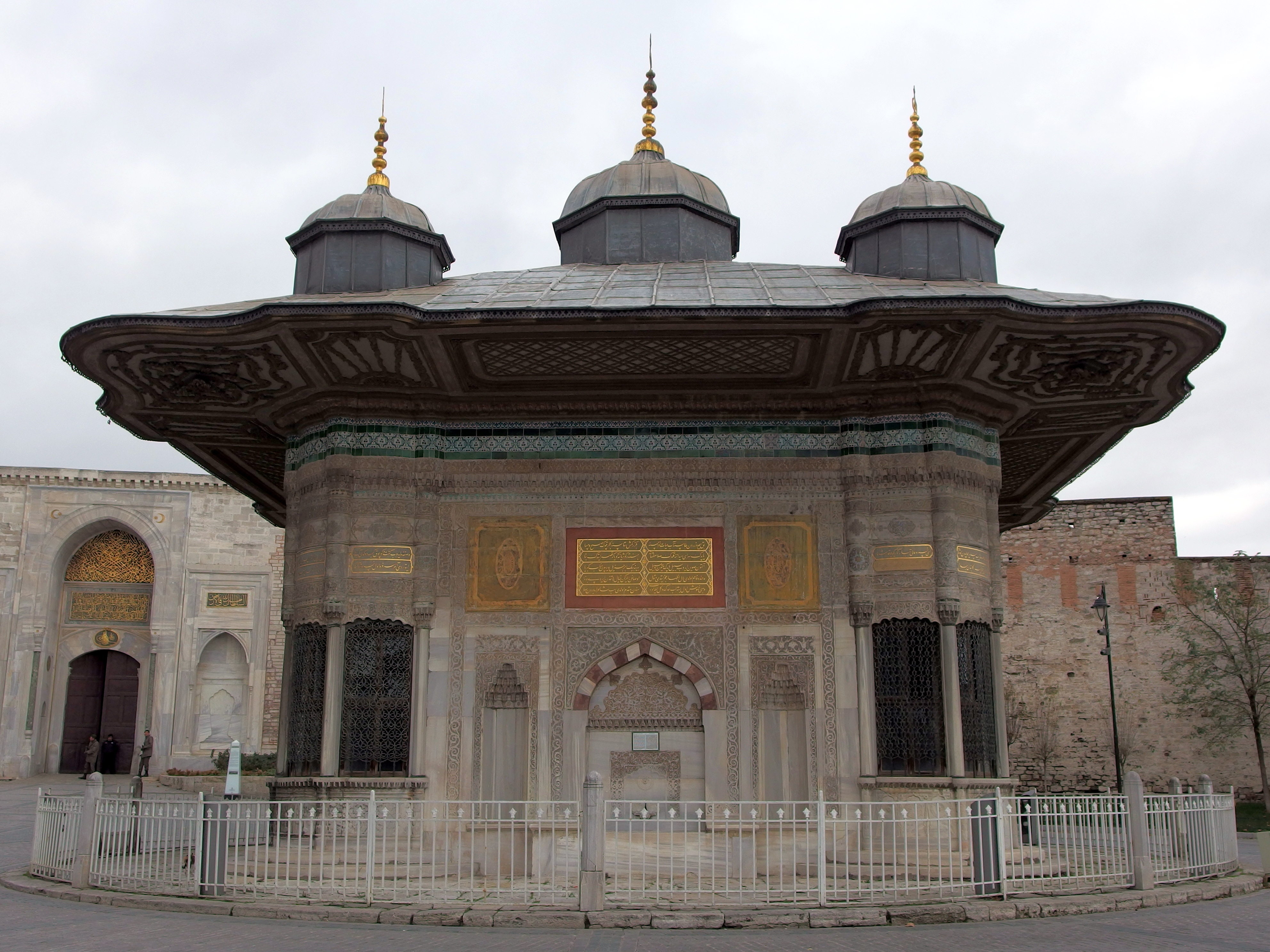
Fontanna Ahmeda III wzniesiona w Stambule w 1728

Traktat Karłowicki był przełomowym wydarzeniem w historii imperium ponieważ po raz pierwszy Osmanowie zostali zmuszeni do postępowania zgodnie z europejskimi zasadami prawa międzynarodowego i dyplomacji. Traktat nie był tylko przejściowym zawieszeniem broni, jakie zgodnie z tradycją muzułmańskie państwo zawierało z niewiernymi zajmującymi „terytorium wojny” (dar al-harb), ale pokojem zawartym na czas nieokreślony (w przypadku Polski i Wenecji) lub określony (w przypadku Austrii i Rosji). Osmanowie zostali zmuszeni do utrzymywania stosunków dyplomatycznych z innymi państwami na zasadach równości oraz uznania ich integralności terytorialnej. Delineacja granic dokonana przez komisje graniczne położyła kres rajdom na terytorium sąsiadów, stanowiącym tradycyjne zajęcie przygranicznych garnizonów i źródło dodatkowych dochodów dla osmańskiej elity.
Era osmańskiej ekspansji zakończyła się definitywnie, ale jak miały pokazać wydarzenia pierwszej połowy XVIII wieku, armia imperium pozostała całkiem sprawna i skutecznie broniła jego granic. Po klęsce pod Połtawą w 1709 król Szwecji Karol XII (1697–1718) szukał schronienia w państwie Osmanów i wkrótce za pomocą zręcznej dyplomacji udało mu się doprowadzić do wybuchu osmańsko-rosyjskiej wojny. Gdy w 1711 car Piotr I (1682–1725) zaatakował terytorium imperium jego armia została okrążona w pobliżu Prutu i na podstawie zawartego po tym wydarzeniu traktatu Rosjanie zrzekli się Azowa. W 1715 Osmanowie zaatakowali Wenecję, chcąc odbić z jej rąk Peloponez, jednak osmańskie sukcesy zaalarmowały Austrię, która w 1716 przyłączyła się do wojny po stronie włoskiej republiki. Ostatecznie wojna toczona w latach 1715–1718 zakończyła się porażką Osmanów, którzy na podstawie traktatu w Požarevacu oddali Habsburgom Banat, zachodnią Wołoszczyznę, oraz północną Serbię wraz z Belgradem. Ten sam traktat przyznawał jednak imperium zdobyty na Wenecji Peloponez oraz jej twierdze na Krecie. Ponadto Wołoszczyznę i północną Serbię imperium odzyskało po zwycięstwie w wojnie z Austrią i Rosją toczonej w latach 1735–1739, chociaż w jej wyniku musiało zrzec się na rzecz Rosji Azowa. Tak jak wojna z lat 1715–1718 pokazała, że Wenecja nie stanowi już istotnego zagrożenia dla imperium, tak pokój z 1739 stanowił widome świadectwo faktu, iż również ze strony Habsburgów nie grozi już prawdziwe niebezpieczeństwo. Jednocześnie jednak Osmanom wyrósł nowy i potężny przeciwnik w postaci Rosji, która dla prawosławnych mieszkańców Bałkanów była wyzwolicielem bardziej pożądanym niż kiedykolwiek była nim Austria.
W 1722 doszło do upadku Safawidów w Iranie, co zdawało się stwarzać korzystne warunki do ekspansji na wschód. Osmanowie rozpoczęli działania wojenne w 1723 i początkowo odnieśli szereg sukcesów, zdobywając Gruzję i Armenię, a w 1727 docierając nawet do Hamadanu. Niedługo potem zaczęli jednak ponosić klęski z rąk przyszłego władcy Iranu, Nader Szaha (1736–1747). Traktat osmańsko-perski z 1736 roku przewidywał zrzeczenie się przez Osmanów wszystkich zdobyczy z poprzednich kampanii. W 1743 to Nader Szah zaatakował imperium. Jego ataki zostały odparte i w 1746 obie strony zawarły pokój przewidujący powrót do granic z czasów Murada III. W sumie „lata 1718–1768 były okresem politycznej i ekonomicznej regeneracji, ponieważ wojny w tym czasie, poza konfliktami w zachodnim Iranie, były stosunkowo krótkie”.

### Era tulipanów,âyani wojna z Rosją

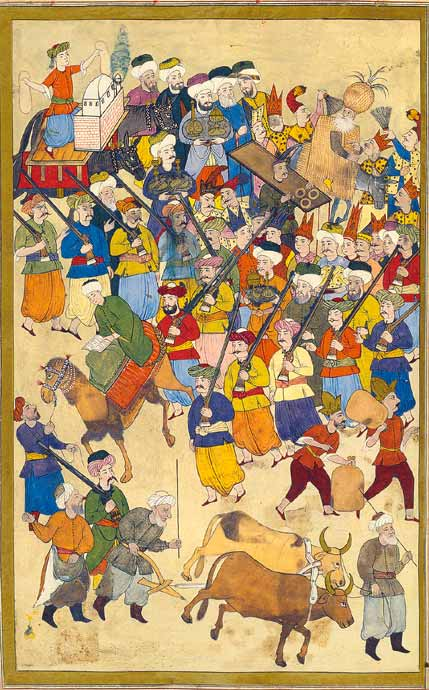
Parada cechu piekarzy i rolników z ich plonami i bydłem z okazji święta obrzezania synów Ahmeda III. Ilustracja do Surname Vehbiego autorstwa Abdulcelila Levniego. Pomiędzy 1721 a 1732. Biblioteka Pałacu Topkapı

Panowanie Ahmeda III przeszło do historii przede wszystkim ze względu na okres kulturalnego renesansu, który rozpoczął się po traktacie w Požarevacu, przez XX-wiecznych tureckich historyków nazwanego „erą tulipanów”. Erę tulipanów często wskazuje się jako początek procesu okcydentalizacji państwa Osmanów, ze względu na bezprecedensowe zainteresowanie kulturą ówczesnej Europy. W rzeczywistości jednak w jeszcze większym stopniu była ona epoką renesansu dawnej kultury muzułmańskiej. Doszło wówczas do powstania klasy świeckich intelektualistów, takich jak Ahmed Resmî, jeden z pierwszych osmańskich ambasadorów, czy İbrahim Müteferrika, który w 1727 założył pierwszą na terenie imperium turecką drukarnię. Jak dotąd Osmanowie unikali promowania druku ze względu na religijny konserwatyzm oraz ochronę ekonomicznych interesów ludzi, którzy wytwarzali rękopiśmienne książki. Ten brak drukowanych publikacji miał ogromny negatywny wpływ na przyszłość imperium i drukarnia Müteferriki, która miała istnieć do 1797, niewiele w tym względzie zmieniła. Prawdziwy rozwój druku pod rządami Osmanów nastąpił dopiero w wieku XIX.
Pojawienie się wykształconej świeckiej elity istotnie zmieniło tradycyjnie wojskowe oblicze imperium, ponieważ zaczęła ona zajmować ważne miejsce w rozwijającej się biurokracji. Wywodziło się z niej czterech wielkich wezyrów, takich jak Damat Ibrahim i Ragıp Pasza, zaś sprawy państwa zaczęły być częściej załatwiane przez organy o bardziej cywilnym charakterze, Wysoką Portę (Bab-ı Ali) oraz skromny niegdyś urząd Reis-ül küttâb, którego szefowie zaczęli stopniowo działać jak ministrowie spraw zagranicznych. Ten wzrost znaczenia cywilnej biurokracji spotkał się jednak z niezadowoleniem tradycyjnej elity wojskowych i ulemów. Ci ostatni żywili także niechęć do europejskich nowinek wprowadzanych na dworze, która była podzielana również przez niższe warstwy społeczeństwa, szczególnie niezadowolone z rozrzutnego trybu życia sułtana i jego faworytów, trwoniących pieniądze na coraz to nowe ekstrawagancje i rozrywki. Gdy dodatkowo pojawiły się niepowodzenia na wojnie z Iranem doszło do wybuchu. W 1730 rebelia Patrona Halila doprowadziła do śmierci Damata Ibrahima i zmusiła Ahmeda III do abdykacji na rzecz swojego brata Mahmuda I (1730 – 1754). Ta rewolucja nie oznaczała jednak zerwania żywych kontaktów z Europą, czego widomym świadectwem była choćby budowa w Stambule w latach 1748–1755 barokowego meczetu Nuruosmaniye, czy pierwsze próby wojskowych reform na wzór zachodni przeprowadzone przez francuskiego oficera na służbie sułtana Claude’a Alexandre’a de Bonnevala (zm. 1747).
W okresie ogromnych wydatków na wojnę z Ligą Świętą doszło do powstania instytucji dożywotniej dzierżawy podatkowej, malikâne. Posiadacz malikâne wpłacał znaczną sumę na początku dzierżawy, po czym coroczne opłaty wnoszone do skarbu były ustalane w umiarkowanej wysokości. W teorii malikâne miało doprowadzić do ukrócenia wyzysku podatników, ponieważ w interesie dożywotniego dzierżawcy nie leżało wyczerpanie stałego źródła dochodów przez jego zbytnie obciążenie. W praktyce system ten z reguły nie działał zgodnie z założeniami, ponieważ posiadacze malikâne nie doglądali ich osobiście, ale zatrudniali podwykonawców, którzy nie mieli długofalowego interesu w utrzymaniu malikâne w dobrej kondycji. Było to spowodowane także faktem, że malikâne znalazły się w rękach niemal wyłącznie wyższych funkcjonariuszy rządowych i innych przedstawicieli stołecznej elity, takich jak kobiety pałacu, oraz prowincjonalnych magnatów. Instytucja malikâne była jedną z przyczyn wyrośnięcia nowej klasy lokalnych notabli, âyan, którzy w swoich regionach cieszyli się wzrastającym zakresem niezależności od Stambułu. Inną instytucją prawa podatkowego sprzyjającą temu stanowi rzeczy było także wywodzące się jeszcze z XVII wieku tevzi, zwyczaj ustalania z góry należności danej prowincji, które potem były rozkładane (tevzi) na poszczególne grupy podatników przez namiestnika. Ta praktyka była wielką okazją do budowy przez namiestnika systemu klienteli.

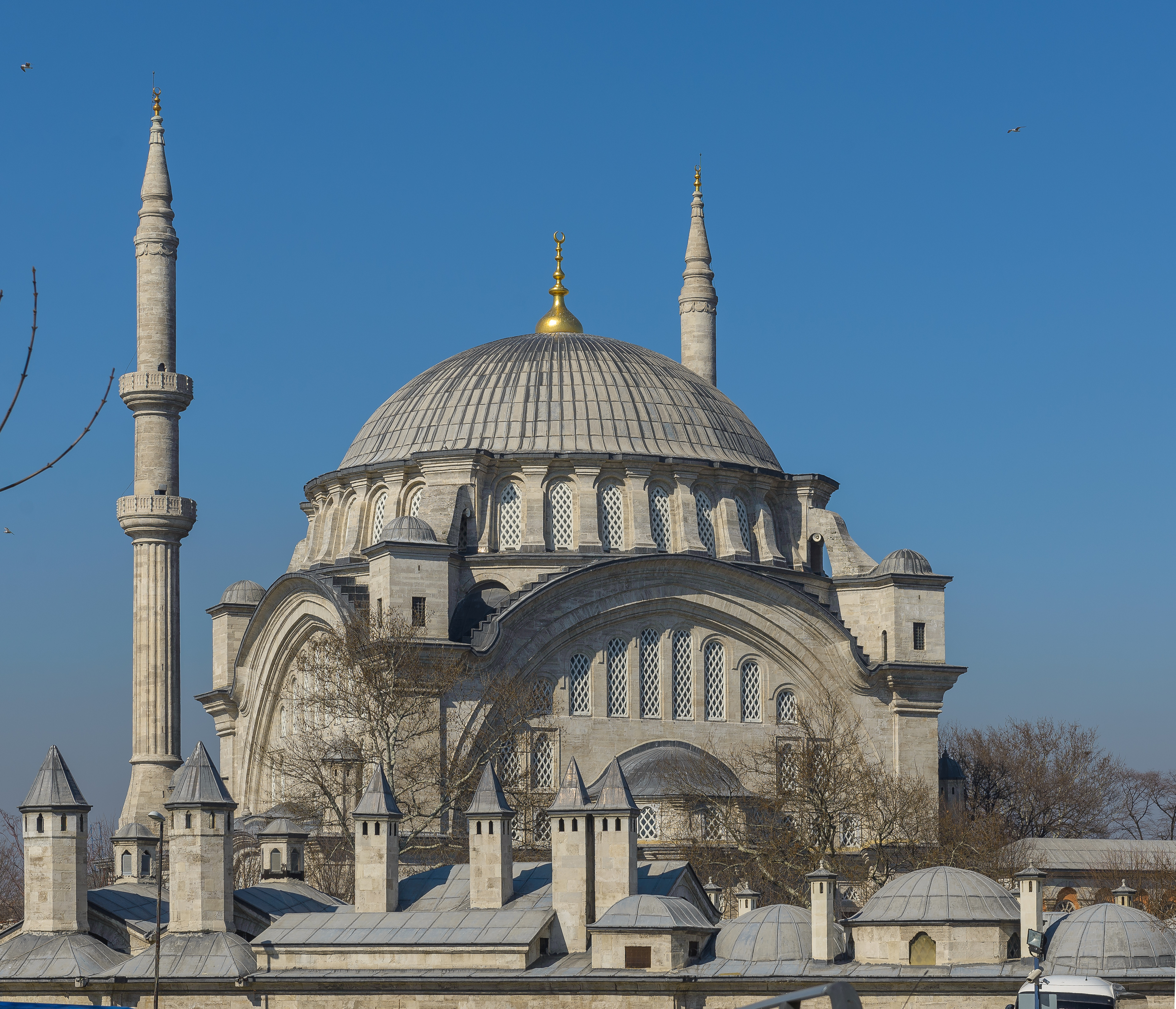
Barokowy Meczet Nuruosmaniye wybudowany w Stambule w latach 1748–1755 według projektu Simeona Kalfy

Wiek XVIII w Syrii jest uważany za „wiek âyan”. Jednym z pierwszych âyan był Isma’il Pasza al-Azm, któremu Ahmed III w 1725 powierzył namiestnictwo Damaszku jako pierwszemu od dwóch stuleci przedstawicielowi lokalnej elity. Było to związane z migracją beduińskiej konfederacji Anaza z Pustyni Arabskiej i Syryjskiej, która zagroziła miejscowym szlakom handlowym i pielgrzymkowym. Sułtan odwołał się zatem do sił lokalnych, by rozwiązać palący problem inkursji beduińskich. Ród Azm wykorzystał swoją szansę, dominując w życiu politycznym południowej Syrii w latach 1725 do 1783, kiedy to jego przedstawiciele byli wielokrotnie namiestnikami Trypolisu i Damaszku. W latach 1726 do 1807 Mosul był rządzony przez rodzinę Al-Dżalilich. Aleppo także znalazło się w ręku lokalnych namiestników, chociaż nie zostało opanowane przez przedstawicieli jednego rodu. W Bagdadzie w latach 1704 do 1747 rządził ojciec i syn Hasan i Ahmed Pasza, po którym władzę przejęli jego mamelucy.
Prawdziwe wyzwanie dla władzy Stambułu przyszło jednak z Egiptu, gdzie rosło znaczenie frakcji miejscowych mameluków i janczarów, od połowy XVIII wieku faktycznie rządzących w kraju, przy nominalnym uznawaniu autorytetu sułtana. W 1770 kolejny z ich przywódców, Ali Bej, rzucił otwarte wyzwanie Osmanom, zastępując ich namiestnika Dżuddy własnym nominatem oraz dokonując inwazji na Syrię. Na miejscu jego siły znalazły sojuszników w osobach lokalnych âyan, rządzącego w Palestynie Zahira al-Umara oraz górach Libanu Jusufa al-Szihabiego. W 1771 wojska Ali Beja zajęły Damaszek, jednak wtedy ich dowódca, Abu az-Zahab, ogłosił przejście na stronę sułtana i zwrócił się przeciwko swojemu dotychczasowemu panu, którego ostatecznie pokonał w 1773. Ponowna inwazja na Palestynę przez Abu az-Zahaba w 1775 doprowadziła do utraty przez Zahira al-Umara niemal wszystkich jego posiadłości i ostatecznie zginął on w wyniku osmańskiego ataku na Akkę. Śmierć Abu az-Zahaba w tym samym roku oznaczała pogrążenie się Egiptu w walkach pomiędzy stronnictwami mameluków.
Sułtan nie był w stanie stłumić rebelii w Egipcie i Syrii, ponieważ w tym samym czasie prowadził wojnę z Rosją. Osmanowie przyglądali się z niepokojem poczynaniom Rosjan w Rzeczypospolitej Obojga Narodów i kiedy ich oddziały przekroczyły granicę imperium w pościgu za konfederatami barskimi we wrześniu 1768, wypowiedziano Rosji wojnę. Szybko jednak okazało się, że Osmanowie, którzy nie brali udziału w żadnej wojnie europejskiej od roku 1739, przeliczyli się z siłami. W międzyczasie bowiem w trakcie wojny siedmioletniej doszło do kolejnych innowacji militarnych, takich jak mobilna siła ognia szybko strzelających regimentów oraz lekkiej artylerii czy użycie bagnetu do odpierania ataków kawalerii, które ze straszliwym dla nich skutkiem miał zastosować przeciwko Osmanom weteran tego konfliktu, feldmarszałek Piotr Rumiancew. W 1770 40-tysięczna armia rosyjska zadała druzgocącą klęskę liczącym ponad 100 tys. żołnierzy siłom osmańskim pod Kagułem. Podobnie katastrofalny przebieg miała dla Osmanów wojna na morzu, gdzie w tym samym roku ich flota została zniszczona pod Çeşme nieopodal Izmiru. Pod koniec wojny Rosjanie dotarli na tereny na południe od Dunaju, zagrażając samemu Stambułowi. Zgodnie z kończącym wojnę traktatem w Küczük Kajnardży Rosjanie uzyskali szereg portów nad Morzem Czarnym oraz Kabardię, zaś Chanat Krymski stawał się niepodległy. Rosyjscy kupcy uzyskali także prawo do swobodnej żeglugi po Morzu Czarnym i Śródziemnym. Ponadto Osmanowie mieli zapłacić Rosji ogromne odszkodowanie wojenne w wysokości 4,5 mln rubli.

## Próby reform i upadek

### Zmierzch imperium i reformy Selima III

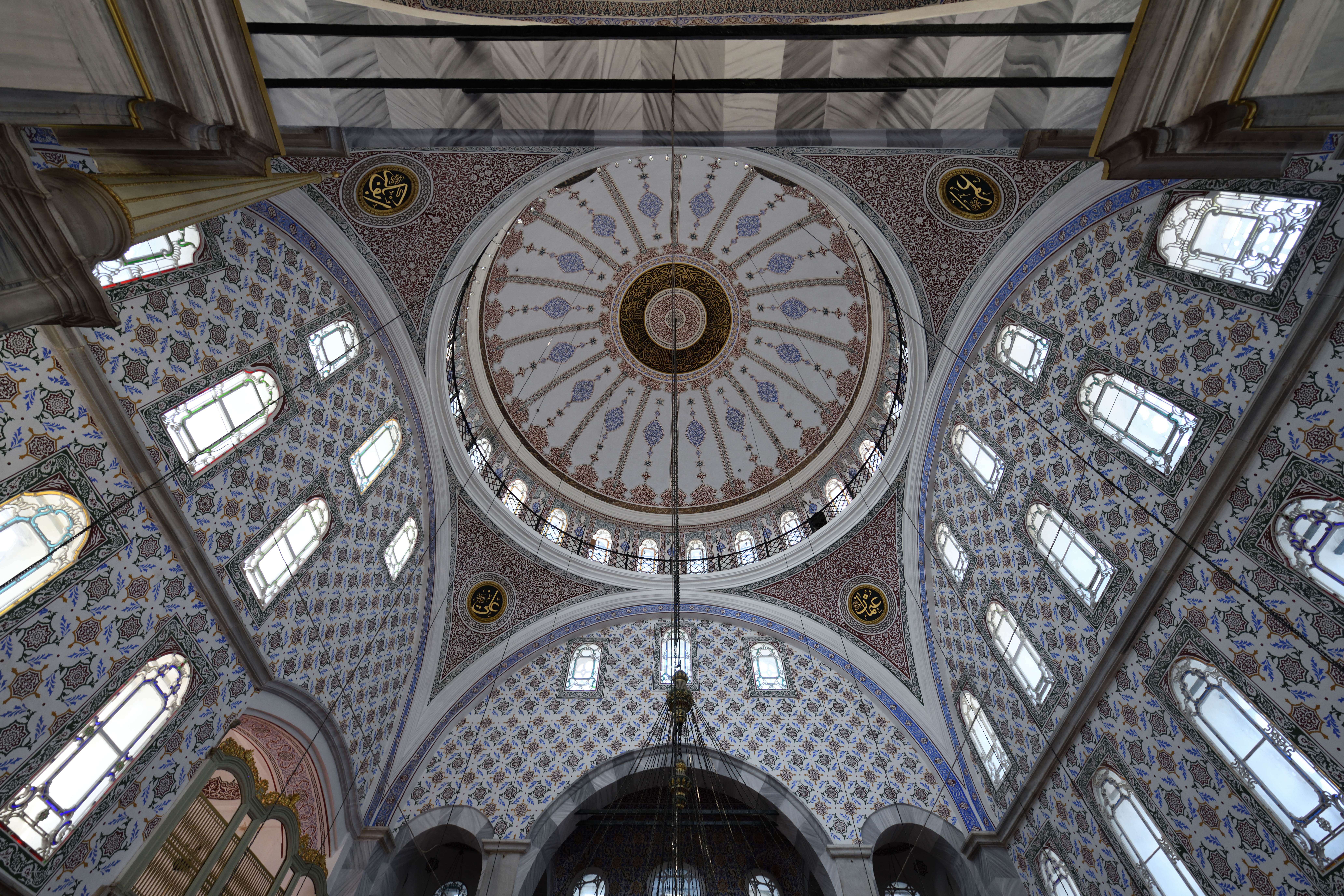
Wnętrze Meczetu Selima III wzniesionego w Stambule w 1804 według projektu Foti Kalfy

Traktat w Küczük Kajnardży był punktem zwrotnym w historii Osmanów. Od tej pory w polityce europejskich mocarstw istniała tzw. kwestia wschodnia, tj. problem podziału terytoriów i wpływów na obszarze względnie słabego Imperium Osmańskiego. Część dzierżących w nim władzę przywódców politycznych oraz grup społecznych zaczęła rozważać opuszczenie imperium. Konsekwencje tej porażki i jej dalsze reperkusje pchnęły także Osmanów w kierunku transformacji, która z biegiem czasu stawała się coraz głębsza. Ponadto wojna i związane z nią straty doprowadziły do długotrwałej ekonomicznej depresji, z której osmańska gospodarka nie wydobyła się aż do połowy XIX stulecia.
Jednocześnie w drugiej połowie XVIII wieku w imperium pojawiła się nowa przyniesiona z Zachodu ideologia, która ostatecznie miała doprowadzić do jego rozpadu. Był to nacjonalizm, który najwcześniej objął prawosławnych mieszkańców Bałkan. W warunkach osmańskich początki nacjonalizmu były powiązane z kwestią tożsamości religijnej. Wiek XVII i pierwsza połowa XVIII to walka chrześcijańskich elit stolicy, czerpiących coraz większe korzyści z międzynarodowego handlu, o rozciągnięcie władzy nad swoimi współwyznawcami na prowincji. Ich zabiegi na sułtańskim dworze doprowadziły do powstania w połowie XVIII wieku systemu milletów, to jest scentralizowanych związków wyznaniowych obejmujących całe imperium. Początkowo status milletu (dosłownie „narodu”, „nacji”) miały jedynie Grecki Kościół Prawosławny i Apostolski Kościół Ormiański. W 1830 pod naciskiem Francji uznano za odrębny millet Kościół katolicki obrządku ormiańskiego, a w 1835 Żydów. Ostatecznie pod koniec istnienia imperium było dwanaście uznanych milletów. Centralizacja chrześcijańskich kościołów przeprowadzona z wykorzystaniem władzy sułtana spotkała się jednak z oporem wielu lokalnych wspólnot religijnych. Wiązało się to z kwestią języka liturgicznego. Do tej pory była ona rozstrzygana na poziomie lokalnym, jednak powstanie prawosławnego milletu z centrum w Konstantynopolu oznaczało hellenizację. Stojący za finansową i polityczną potęgą Cerkwi fanarioci uważali bowiem patriarchat za narzędzie w walce o przywrócenie kulturalnego i politycznego znaczenia Greków. W rezultacie około 1767 patriarchat zniósł względną autonomię kościołów serbskiego i bułgarskiego i nakazał im używanie języka greckiego oraz korzystanie z greckich księży. Rząd osmański okazał się niezdolny do dostrzeżenia tych zmian i w ten sposób za jego milczącym przyzwoleniem doszło do zniechęcenia wielu Słowian do patriarchatu. Ta przymusowa hellenizacja była jedną z przyczyn powstania Karadziordziewicia w Serbii.

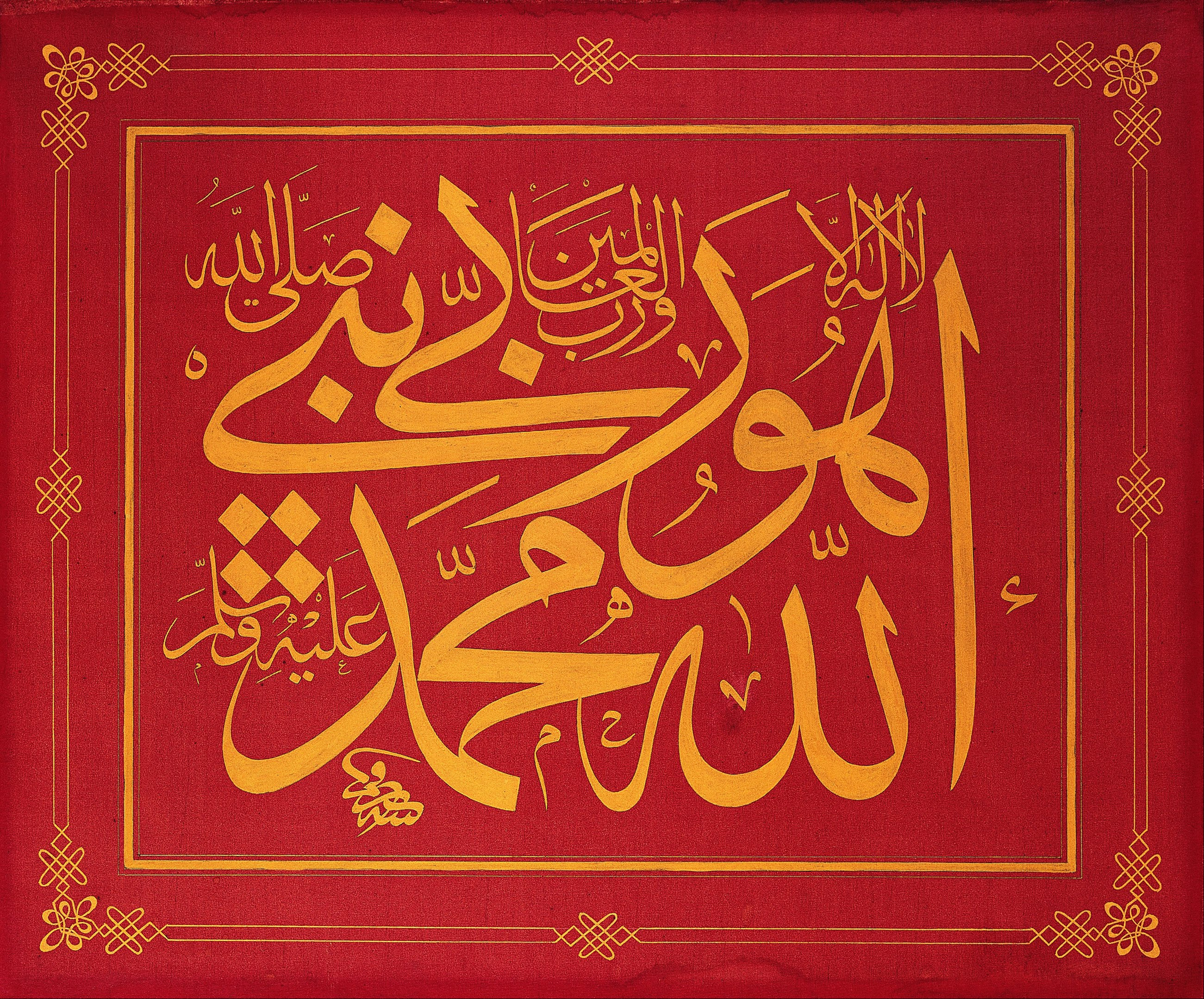
Plansza kaligraficzna autorstwa Mustafy Rakıma (1757–1826). Muzeum Sakıpa Sabancıego w Stambule

Spośród szeregu konsekwencji traktatu w Küczük Kajnardży osmańska opinia publiczna była szczególnie poruszona utratą Krymu, pierwszego terytorium zamieszkanego głównie przez muzułmanów, które zostało oddane chrześcijańskiemu państwu. Jej oburzenie powiększyło się jeszcze, gdy w 1783 Katarzyna II (1762 – 1796) dokonała aneksji Chanatu Krymskiego. Był to główny powód wojny toczonej w latach 1787–1792, która jednak nie tylko nie doprowadziła do odzyskania przez Osmanów utraconych posiadłości, ale przesunęła rosyjską granicę na Dniestr, poza tym potwierdzając postanowienia z Küczük Kajnardży. Ta wojna „była jaskrawym przykładem całkowitej daremności tradycyjnej sztuki wojennej, której nadal hołdowali Osmanowie”.
Selim III (1789 – 1807) przedsięwziął ambitny program reform, nazywany Nızam-ı Cedid („Nowy Porządek”), który zakładał restrukturyzację systemu podatkowego i administracji m.in. przez zniesienie systemu timarów i prowincjonalnych armii, powołanie stałej służby dyplomatycznej oraz regularnej armii, nazywanej nızam-ı cedid askerî („wojskami nowego wzoru”). Te reformy naruszały jednak interesy potężnych grup interesu, związanych z istnieniem dawnych instytucji, w szczególności wojsk kapıkulu, które docelowo miały być zastąpione przez nową armię. W rezultacie ani dawny system timarów, ani tradycyjny system wojskowy nie zostały całkowicie zniesione. Na reformy brakowało także po prostu pieniędzy, ponieważ po dwóch ostatnich wojnach z Rosją imperium znajdowało się na krawędzi bankructwa. Sytuację komplikowała dodatkowo konieczność walki z lokalnymi rebeliami wahhabitów, którzy w 1803 zajęli Mekkę, oraz Serbów, którzy powstali w roku 1804.
Przez cały ten czas Egipt pozostawał niezależny od Stambułu, chociaż w 1786 wysłano ekspedycję, która miała z powrotem podporządkować ten kraj sułtanowi. Mamelucy jednak po prostu wycofali się do Górnego Egiptu, a osmańska armia niedługo potem powróciła na północ, by walczyć w nowej wojnie z Rosją. Panującą w Egipcie anarchię próbowali wykorzystać Francuzi, którzy w 1798 wysłali do tego kraju armię pod dowództwem Napoleona Bonaparte. Wyprawa Napoleona do Egiptu ostatecznie skończyła się klęską głównie z powodu działań angielskiej floty oraz zaciekłego oporu jaki francuskiej armii stawił Cezzâr Pasza, następca Zahira al-Umara w roli na wpół niezależnego władcy Palestyny. Francuzi ostatecznie opuścili Egipt w 1801, jednak Osmanowie nigdy nie odzyskali kontroli nad tą prowincją, w której niedługo potem do władzy doszedł Muhammad Ali (1805 – 1849). W 1807 Selim III został obalony przez rewoltę janczarów, jednak jego panowanie miało charakter przełomowy, bowiem w jego trakcie „osmański rząd, wcześniej działający na podstawie zwyczaju, stał się przedmiotem racjonalizacji. Wraz z Nowym Porządkiem systematyzujący duch Oświecenia (esprit de système) po raz pierwszy pojawił się w osmańskiej polityce”.

### Reformy Mahmuda II i walka o integralność państwa

Utrata kolejnych terytoriów przez Imperium Osmańskie w Europie (kolor jasnozielony) oraz Azji i Afryce (kolor ciemnozielony) w latach 1830–1923

Po krótkich rządach Mustafy IV (1807 – 1808) władzę objął jego brat, Mahmud II (1808–1839). Na początku swojego panowania uspokoił on nastroje, gwarantując przywileje lokalnych notabli i korpusu janczarów, ale nie rezygnując jednocześnie z większości reform Selima III. Nowy sułtan przystąpił do systematycznej budowy politycznego zaplecza dla procesu reform, przeciągając na swoją stronę część ulemów oraz tworząc kadrę młodych, oddanych reformom biurokratów, takich jak Mustafa Reşid Pasza, który zaczął swoją karierę jako skryba, by później sześciokrotnie piastować urząd wielkiego wezyra. W rezultacie kiedy w 1826 janczarzy podnieśli kolejny bunt, zostali zmasakrowani przez oddziały wierne sułtanowi. Nazwano to później „szczęśliwym wydarzeniem” (Vaka-ı Hayriye), bowiem zagłada kapıkulu miała utorować drogę późniejszym reformom. Koniec janczarów oznaczał także prześladowania tradycyjnie związanych z nimi bektaszytów. W ramach wprowadzonych przez siebie zmian sułtan m.in. założył pierwszą oficjalną gazetę Takvîm-i Vekâyi (1831), zbudował nowoczesną pocztę (1834) oraz wprowadził umundurowanie i ubiory na wzór zachodni w armii i biurokracji. Stworzenie Najwyższej Rady Zarządzeń Prawnych (Meclis-i Vâlâ-yı Ahkâm-ı Adliye) w 1838 i zerwanie z praktyką arbitralnej konfiskaty majątku zmarłych urzędników były wyraźnymi krokami w stronę ochrony życia i własności w zachodnim stylu. Utworzono także ministerstwa na wzór europejski i administrację cywilną odrębną od wojskowej. Rozwijano nowoczesne szkolnictwo.
Poza tym Mahmud zmagał się z tymi samymi problemami co Selim, to jest kolejnymi wojnami i rebeliami, których skutkiem były brak pieniędzy i choćby chwili oddechu na spokojne przeprowadzenie reform. Jak pisze Virginia Aksan: „Okres 1798–1838 jest być może najbardziej burzliwym w całej historii domu Osmanów”. Po Selimie Mahmud odziedziczył kolejną wojnę z Rosją, która w 1812 zakończyła się traktatem w Bukareszcie, przewidującym oddanie Rosji Besarabii oraz przyznanie Serbii autonomii. W 1822 udało mu się pokonać jednego z najpotężniejszych âyan, rządzącego w Janinie Ali Paszę, zaś w 1831 obalić rządy Dawuda Paszy w Bagdadzie. Najważniejszy z namiestników prowincji, Muhammad Ali, pozostawał jednak całkowicie poza jego kontrolą. Co więcej, kiedy doszło do rewolty w Grecji i okazało się, że osmańska armia nie jest w stanie jej stłumić własnymi siłami sułtan był zmuszony poprosić Muhammada Alego o pomoc.

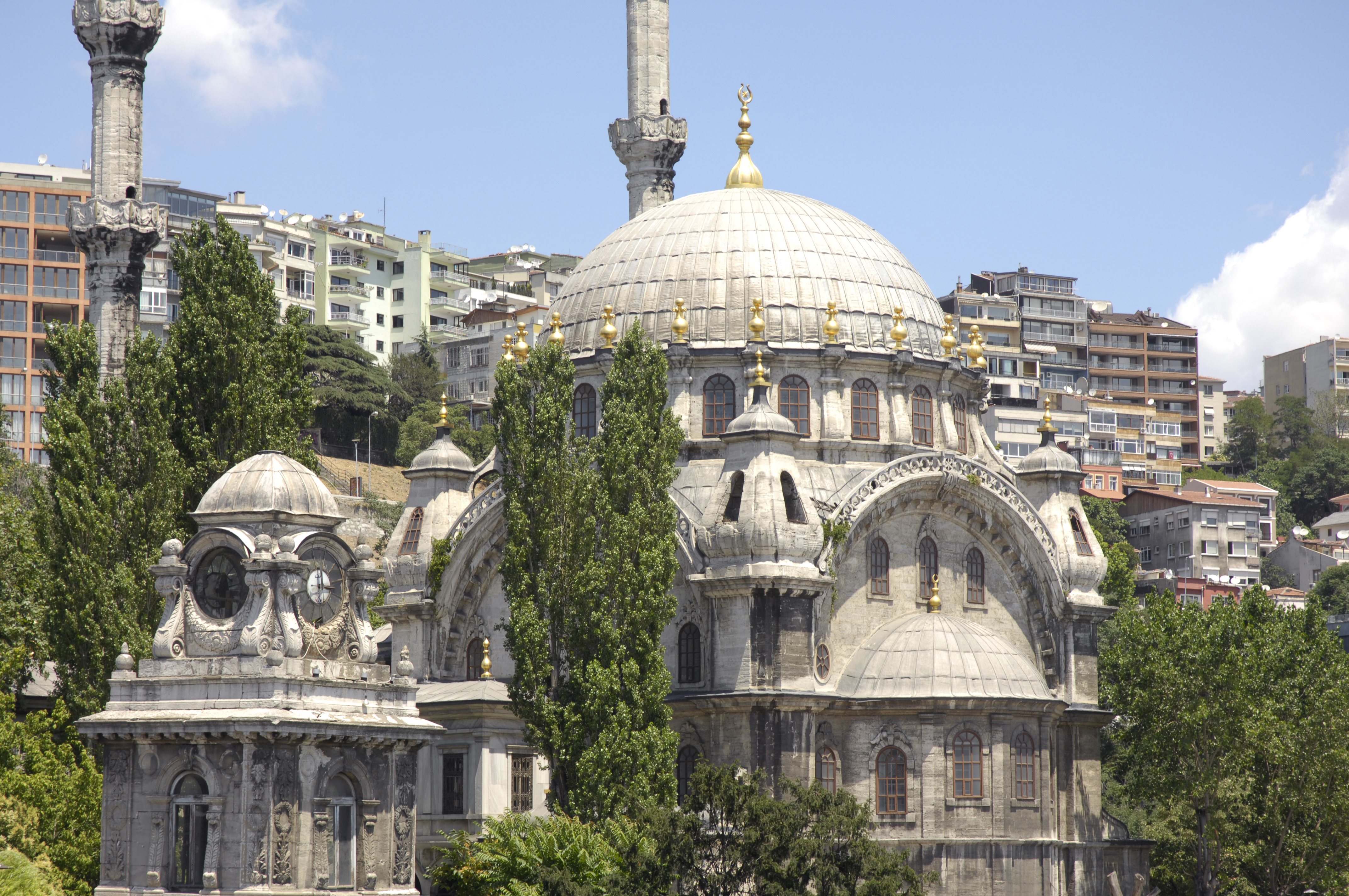
Meczet Nusretiye wzniesiony w Stambule w 1826 na polecenie sułtana Mahmuda II według projektu Krikora Baylana

Powstanie Greków doprowadziło ostatecznie do zaangażowania się po ich stronie Wielkiej Brytanii, Francji i Rosji i w 1829 siły tej ostatniej zdobyły zarówno Erzurum na wschodzie, jak i Edirne na zachodzie. Słaba postawa osmańskiej armii w wojnie z Rosjanami nie powinna dziwić, ponieważ znajdowała się ona właśnie w fazie reorganizacji. W rezultacie Mahmud na mocy traktatu z Edirne był zmuszony oddać Rosji Dobrudżę i Kaukaz, oraz zgodzić się na dalsze poszerzenie serbskiej autonomii i de facto rosyjski protektorat nad Mołdawią i Wołoszczyzną, chociaż nominalnie pozostawały one wasalami Osmanów. W 1832 sułtan uznał także niepodległość Grecji.
Muhammad Ali za swoje usługi podczas wojny w Grecji zażądał od sułtana otrzymania Syrii, kiedy zaś ten odmówił, wysłał przeciwko Osmanom armię pod wodzą swojego syna Ibrahima Paszy. Świeżo zreorganizowana osmańska armia nie była godnym przeciwnikiem dla egipskich weteranów i w 1832 Ibrahim Pasza znajdował się już w Konyi, pod którą pokonał główną armię imperium. By ratować stolicę przed upadkiem w lutym 1833 Mehmed zgodził się na zakotwiczenie rosyjskiej floty w cieśninach. Rosja, Wielka Brytania i Francja wolały słabych Osmanów od silnego Egiptu i w kwietniu zmusiły obie strony do podpisania układu z Kütahyi, który ustanawiał pomiędzy nimi pokój, pozostawiając Syrię i Adanę w rękach Muhammada Alego. Jednym ze skutków tej wojny było zawarcie przez Mahmuda z Rosją traktatu w Hünkar Iskelesi, który gwarantował jej pomoc przeciwko Egiptowi. Szukając także wsparcia Wielkiej Brytanii, sułtan zawarł z nią traktat w Balta Liman, znoszący osmańskie monopole oraz wewnętrzne taryfy dla brytyjskich kupców, przy utrzymaniu ich stosowania wobec kupców rodzimych. Wkrótce pozostałe kraje europejskie uzyskały analogiczne przywileje i w rezultacie osmański handel i wytwórczość znalazły się w sytuacji nierównej konkurencji z Zachodem.
Zachęcony do tego przez wiadomości o rewoltach przeciwko egipskiemu panowaniu w 1839 Mahmud uderzył na Syrię, jednak jego armia została ponownie pokonana przez Ibrahima Paszę pod Nizip. Niemniej w 1840 większość Syrii powstała przeciwko Egipcjanom i Brytyjczycy zmusili ich do przekazania prowincji z powrotem w ręce Osmanów, w zamian za uznanie Muhammada Alego namiestnikiem Egiptu i obietnicę mianowania po jego śmierci na to stanowisko jego syna. Ta obietnica nie została jednak złożona przez Mahmuda, który zmarł w 1839, ale już przez jego syna i następcę, Abdülmecida I (1839–1861).

### Tanzimat

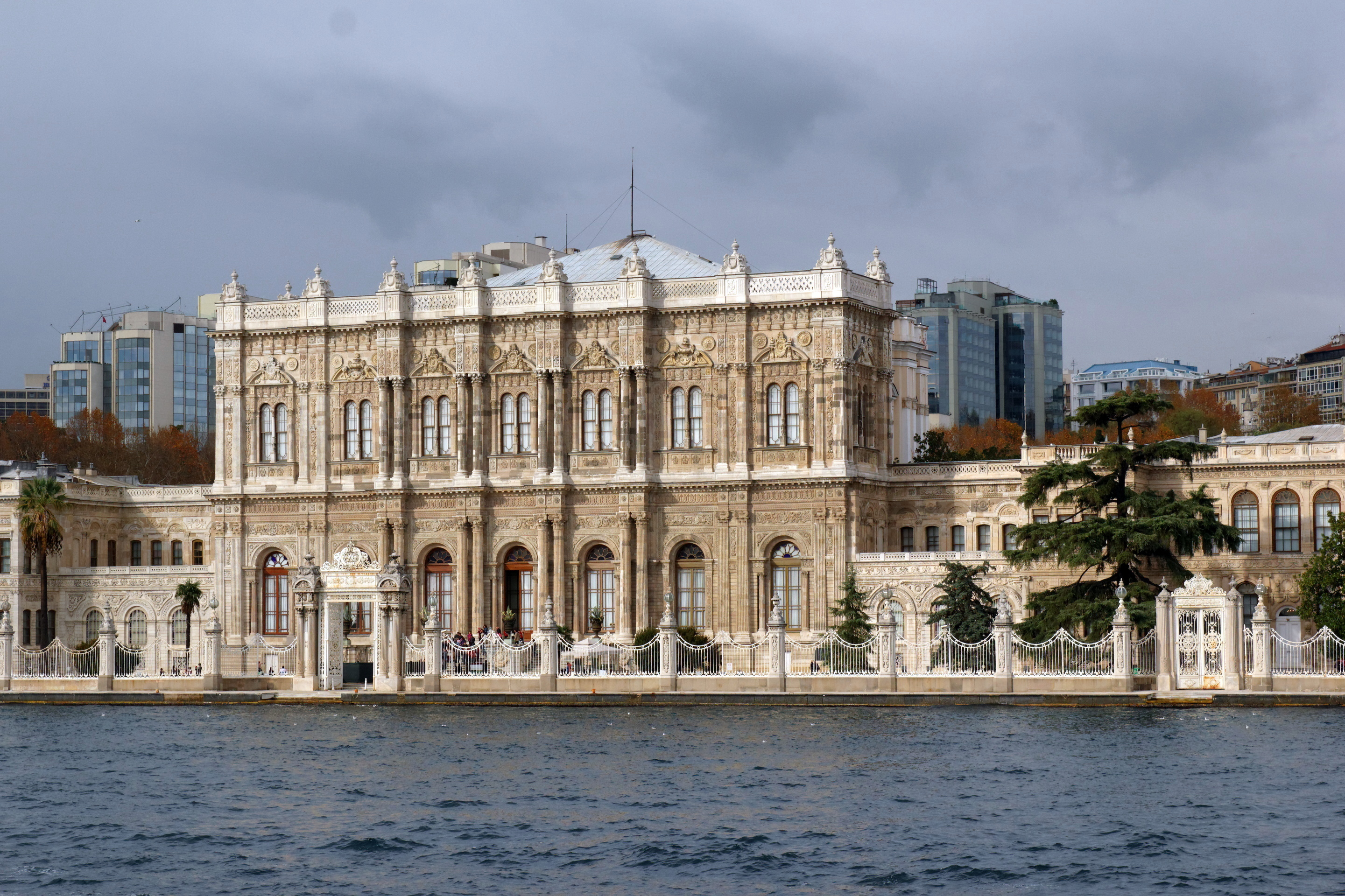
Pałac Dolmabahçe wzniesiony w Stambule w 1853 na polecenie sułtana Abdülmecida I według projektu Garabeda i Nicoğosa Balyanów

Słowo tanzimat oznacza „reformy” lub „reorganizację” i używa się go w odniesieniu do okresu reform podejmowanych w Imperium Osmańskim w latach 1839–1876. Charakterystyczna dla tej epoki była koncentracja władzy w centrum cywilnej biurokracji, jakim była Wysoka Porta, oraz przewaga cywilnych urzędników, w szczególności dyplomatów. Zajmujący stanowiska ministrów spraw zagranicznych oraz wielkich wezyrów Mustafa Reşid (zm. 1858), Keçecizade Fuat (zm. 1869) i Mehmed Emin Ali Pasza (zm. 1871) zdominowali ówczesne życie polityczne, odsuwając w cień kolejnych sułtanów. To ich współpracownicy obsadzali ministerstwa i prowincjonalne namiestnictwa.
Za początek tanzimatu uchodzi Firman z Gülhane wydany przez Abdülmecida I w 1839, który zawierał zapowiedzi reform w dziedzinie podatków, poboru do wojska i postępowania sądowego. Rozszerzał on gwarancje dla życia, czci i własności na wszystkich poddanych imperium oraz zapowiadał zniesienie dzierżaw podatkowych i monopoli, co było echem brytyjskiego liberalizmu. Wkrótce przygotowano pierwszy budżet i zaciągnięto pierwsze zagraniczne pożyczki. Zniesienie dzierżaw podatkowych było źle przygotowane i po kilku latach zostały one przywrócone. Niemniej sporządzono rejestr podatników i źródeł ich przychodów. Rozpoczęto także budowę nowej prowincjonalnej administracji, która wkrótce przybrała wielopoziomową i hierarchiczną formę. Reformy spotkały się z oporem wielu muzułmanów, którzy czerpali korzyści z dotychczasowego systemu i byli niezadowoleni z nowych praw przyznanych chrześcijanom. Ci ostatni nadal nie byli jednak całkowicie równoprawnymi obywatelami imperium, co objawiało się choćby w zachowaniu istnienia cizye.
W 1853 wybuchła kolejna wojna pomiędzy Osmanami a Rosją, której bezpośrednią przyczyną były roszczenia tej ostatniej do sprawowania kontroli nad chrześcijańskimi sanktuariami w Jerozolimie oraz prawa do występowania w imieniu prawosławnych chrześcijan imperium. Dalekosiężnym celem Rosji zdawało się jednak dalsze wzmocnienie jej pozycji w basenie Morza Czarnego, czego obawiały się zarówno Wielka Brytania, jak i Francja, które w marcu 1854 przystąpiły do wojny po stronie Osmanów. Głównym obszarem walk pomiędzy siłami brytyjsko-francuskimi a armią rosyjską był Krym i w rezultacie ten konflikt stał się znany jako wojna krymska. Rosja nie była w stanie przeciwstawić się połączonym siłom sojuszników i po upadku Sewastopola była zmuszona do proszenia o pokój. Zgodnie z kończącym wojnę traktatem paryskim Rosja musiała zwrócić Osmanom południową Besarabię wraz deltą Dunaju, oraz zgodzić się na demilitaryzację Morza Czarnego i rezygnację z roszczeń do reprezentowania prawosławnych chrześcijan imperium. Wszystkie wcześniejsze traktaty rosyjsko-osmańskie zostały anulowane.
Kolejnym ważnym aktem prawnym tanzimatu był wydany pod koniec wojny krymskiej tzw. Edykt Reformatorski (Islahat fermanı), który wprowadzał pełne równouprawnienie muzułmanów i niemuzułmanów. Ci ostatni zostali dopuszczeni do wszelkich urzędów i zaczęli podlegać poborowi do wojska, chociaż mogli się od tego obowiązku wykupić. W praktyce wykupienie się od obowiązku służby wojskowej zastąpiło cizye. Trzecim fundamentalnym aktem prawnym tanzimatu była konstytucja wydana w roku 1876. Weszła ona w życie na mocy dekretu sułtana i potwierdzała jego dominującą pozycję, przyznając mu prawo mianowania rządu. Powołany jednocześnie parlament był pozbawiony inicjatywy ustawodawczej i sułtan miał prawo zarówno jego zwoływania, jak i rozwiązania. Prawodawcza aktywność epoki tanzimatu nie była ograniczona jedynie do trzech kluczowych aktów z 1839, 1856 i 1876 roku. W roku 1850 i 1863 uchwalono kolejne kodeksy handlowe, a w 1858 kodeks karny, wszystkie oparte na wzorach francuskich. Prawo ziemskie uchwalone w 1858 systematyzowało tradycyjną osmańską zasadę państwowej własności ziemi rolnej (miri). Jednocześnie w latach 1870-1877 sporządzono tzw. Mecelle, usystematyzowaną i dokonaną w języku tureckim kompilację prawa szariatu, która miała być podstawą orzekania w nowych sądach nizami. Ta nowa wersja szariatu oderwała go od mającej wiele stuleci arabskojęzycznej tradycji jurysprudencji (fikh), stanowiącej zasadniczą część nauczania szkół, oraz zapewnianych przez te szkoły form sądzenia i arbitrażu, tym samym poddając kontroli państwa także tradycyjne prawo religijne. Erozję szariatu pogłębiał fakt, że nowe sądy nizami były w coraz większym stopniu obsadzane przez personel, który nie odebrał tradycyjnego wykształcenia w zakresie fikhu. Dodatkowo od 1880 mecelle musiała rywalizować z nowym kodeksem postępowania cywilnego opartym na wzorach francuskich.

### Upadek
Powstanie bułgarskie w 1876 r. doprowadziło do nowej wojny turecko-rosyjskiej w 1877–78 r. Na mocy postanowień kongresu berlińskiego w 1878 Osmanowie utracili prawie wszystkie posiadłości na Bałkanach oraz w Tunisie i Egipcie. W 1908 roku młodoturcy, czyli bojowe ugrupowanie nacjonalistów, w wyniku rewolucji doszło do władzy, którą utrzymało do 1918 r. Włochy wykorzystały kryzys imperium, aby zająć Libię i Trypolitanię w latach 1911–1912. Kraje bałkańskie usunęły Osmanów z Albanii i Macedonii w 1912–13 r. Po katastrofalnych dla Imperium wojnach bałkańskich, coraz bardziej zradykalizowany i nacjonalistyczny KJP przejął władzę w wyniku zamachu stanu w 1913 roku, tworząc reżim jednopartyjny. KJP sprzymierzył imperium z Niemcami, mając nadzieję na wyrwanie się z izolacji dyplomatycznej, która przyczyniła się do niedawnych strat terytorialnych, i tym samym przyłączył się do I wojny światowej po stronie państw centralnych. Chociaż imperium było w stanie w dużej mierze utrzymać swój stan posiadania w toku działań wojennych, to jednocześnie zmagało się z wewnętrznymi niepokojami, zwłaszcza z rewoltą Arabów w jego arabskich posiadłościach. W tym samym czasie rząd osmański zaangażował się w ludobójstwo Ormian, Asyryjczyków i Greków. Klęska imperium w Wielkiej Wojnie oraz okupacja części jego terytorium przez państwa Ententy spowodowały jego rozbiory i utratę terytoriów Bliskiego Wschodu, które zostały podzielone między Wielką Brytanię i Francję (patrz: umowa Sykes-Picot).
10 sierpnia 1920 w Sèvres pod Paryżem wielki wezyr Damad Ferid Pasza podpisał w imieniu rządu Imperium Osmańskiego traktat, dokonujący faktycznie jego rozbioru, praktycznie likwidujący osmańską armię i pozbawiający Osmanów suwerenności na pozostawionym im terytorium. Ustanowiony w tym czasie przez tureckich nacjonalistów w Anatolii rząd Kemala i Wielkie Zgromadzenie Narodowe Turcji odrzuciły traktat i uznały jego sygnatariuszy za zdrajców stanu. Kontrola nad pozostałościami dawnego imperium osmańskiego została przejęta przez nacjonalistów, którzy w trakcie wojny grecko-tureckiej (1919–1922) obronili terytorium nowo powstałego państwa tureckiego, co uznał traktat w Lozannie. 1 listopada 1922 rządzący teraz również w Stambule nacjonaliści ogłosili zniesienie sułtanatu, co oznaczało koniec imperium Osmanów. Jego ostatnie pozostałości zniknęły, gdy 2 marca 1924 roku zniesiono także kalifat.